# إيدز
مرض الإيدز أو الإيدس أو السيدا أو التَنَقْصُم (نحت تناذر نقص المناعة المكتسبة) أو متلازمة نقص المناعة المكتسبة (بالإنجليزية: AIDS)؛ و(بالفرنسية: SIDA) هو مرض يصيب الجهاز المناعي البشري ويسببه فيروس نقص المناعة البشرية فيروس إتش أي في (HIV) وتؤدي الإصابة بهذه الحالة المرضية إلى التقليل من فاعلية الجهاز المناعي للإنسان تدريجيًّا ليترك المصابين به عرضة للإصابة بأنواع من العدوى الانتهازية والأورام. وينتقل فيروس نقص المناعة إلى المصاب عن طريق حدوث اتصال مباشر بين غشاء مخاطي أو مجرى الدم وبين سائل جسدي يحتوي على هذا الفيروس مثل: الدم أو السائل المنوي للذكر أو السائل المهبلي للأنثى أو المذي أو لبن الرضاعة الطبيعية. من ثم، يمكن أن ينتقل هذا الفيروس من خلال الاتصال الجنسي غير الآمن سواء الشرجي أو المهبلي أو الفموي، أو من خلال عملية نقل الدم، أو من خلال إبر الحقن الملوثة بهذا الفيروس، أو يمكن أن ينتقل من الأم إلى جنينها خلال مرحلة الحمل أو الولادة أو الرضاعة أو من خلال أي عملية تعرض أخرى لأي من السوائل الجسدية سالفة الذكر.
ويعتبر مرض الإيدز حاليًا جائحة (من الأمراض الوبائية والمتفشية). ففي عام 2007، تم تقدير عدد المصابين الأحياء بهذا المرض حول العالم بنحو 33.2 مليون شخص. كذلك، فإن هذا المرض قد أودى بحياة ما يُقدر بحوالي 2.1 مليون شخص من بينهم 330 ألف طفل. وقد ظهر أن ما يزيد عن ثلاثة أرباع هذه الوفيات تحدث في ذلك الجزء من القارة الأفريقية الذي يقع جنوب الصحراء الكبرى. مما يعيق تحقيق النمو الاقتصادي ويدمر رأس المال البشري.
هذا وتظهر الأبحاث الوراثية أن فيروس نقص المناعة ظهر لأول مرة في غرب أفريقيا الوسطى في أواخر القرن التاسع عشر أو بدايات القرن العشرين.
وعلى الرغم من أن الوسائل العلاجية لمرض الإيدز وفيروس نقص المناعة البشرية قد تُبطئ عملية تطور المرض، إلا أنه لا يوجد حتى الآن أي لقاح أو علاج لهذا المرض. فالوسائل العلاجية المضادة للفيروسات الارتدادية تعمل على تقليل معدل الوفيات الناتجة عن الإصابة بفيروس نقص المناعة والحدّ من انتشار المرض في المنطقة التي تظهر فيها العدوى به. ولكن، هذه العقاقير باهظة الثمن؛ كما أن الوسيلة التقليدية للحصول على وسيلة علاج مضادة لهذا الفيروس الارتدادي غير متاحة في كل دول العالم. ونظرًا لصعوبة علاج الإصابة بفيروس نقص المناعة البشري، فإن الوقاية من التعرض للعدوى به تعد هدفًا رئيسيًا في سبيل التحكم في انتشار مرض الإيدز كوباء. وعليه فإن منظمات الصحة تسعى دائمًا لتطوير وسائل تضمن الحد من انتقال العدوى، فضلاً عن برامج استبدال الإبر والمحاقن المستعملة بأخرى نظيفة، وذلك في محاولة منها لإبطاء معدل انتشار هذا الفيروس. بعض الدراسات أفضت إلى أن شخصاً مصاباً بالفيروس عند تشخيصه قد يتوقع أن يعيش 49 عامًا إضافياً. وأما بالنسبة للمواليد مع مرض الإيدز قد يعيشون إلى حدود 13 سنة.
بعض التقديرات التقريبية لمرض الإيدز وفيروس HIV إلى أن عدد الأشخاص الحاملين للفيروس يتراوح بين 470 ألفاً إلى 730 ألف. بينما تبلغ نسبة الانتشار من مقدارها على نطاق العالم 1.6 بالمئة.

## أصل التسمية
يعرف المرض عموماً وفي الأوساط الطبية والعلمية باختصاره الإنجليزي «إيدز» وذلك من Acquired Immune Deficiency Syndrome أو اختصاره «سيدا» "sida" من اللغة الفرنسية Syndrome d'immunodéficience acquise. وقد سميت متلازمة نقص المناعة «المكتسبة» تمييزاً لها عن مرض نقص المناعة الوراثي الذي يظهر لدى بعض الأطفال منذ الولادة. أي أن نقص المناعة حصل نتيجة الإصابة بالمرض وليس لأسباب وراثية.

## الأنواع
الفيروس يتغير سريعاً جداً وهو بسهولة قادر على التهرب من العديد من مضدات الجسم ' نظم الدفاع s. هناك نوعان من فيروس نقص المناعة البشرية؛ فهي فيروس نقص المناعة البشرية-1 وفيروس نقص المناعة البشرية-2 ولديهم العديد من الأنواع الفرعية الخاصة به.
- فيروس نقص المناعة البشرية-1 هو السبب لهذا الوباء في جميع أنحاء العالم الحالية في حين تم العثور على فيروس نقص المناعة البشرية-2 في غرب أفريقيا لكن نادراً ما في مكان آخر.[18]
- فيروس نقص المناعة البشرية—2، الذي ينتقل بنفس الطرق كفيروس نقص المناعة البشرية-1، المسبّب للإيدز ببطء أكبر بكثير من فيروس نقص المناعة البشرية-1. فيروس نقص المناعة البشرية-1 نتج عن الإصابة البشرية قبل سيفكبز الذي يصيب الشمبانزي وفيروس نقص المناعة البشرية-2 نجم عن الإصابة بها سيفسم كان يؤوي قبل مانجابيس فاحم. 2-فيروس نقص المناعة البشرية ارتباطاً وثيقا بسيف وجدت في غرب أفريقيا.[19]

ويمكن تصنيف السلالات من فيروس نقص المناعة البشرية-1 إلى أربع مجموعات: المجموعة «الرئيسية» م، ومجموعة «الخارجة» س ومجموعتين جديدتين، ن وب. قد تمثل هذه المجموعات الأربع أربع مقدمات منفصلة لفيروس نقص المناعة القردي في البشر. أكثر من 90 في المئة عدوى فيروس نقص المناعة البشرية-1 تنتمي إلى مجموعة فيروس نقص المناعة البشرية-1 . ضمن مجموعة معروفة هناك أن مالا يقل عن تسعة متميزة وراثيا الأنواع الفرعية (أو أطوار) من فيروس نقص المناعة البشرية-1. هذه هي الأنواع الفرعية A، ب، ج، د، و، ز، ح، ي وك.

## الأعراض

.الأعراض الرئيسية لمرض الإيدز

تعتبر أعراض مرض الإيدز بشكل رئيسي نتاجًا لظروف صحية معينة من الطبيعي ألا تتطور بهذه الصورة لدى الأشخاص الذين يتمتعون بجهاز مناعي سليم. وتكون معظم هذه الحالات في صورة أنواع من العدوى تتسبب فيها البكتيريا والفيروسات والفطريات والطفيليات التي عادةً ما يتم التحكم فيها من قبل عناصر الجهاز المناعي والتي يقوم فيروس نقص المناعة البشرية بتدميرها.
وتكون الإصابة بالعدوى الانتهازية شائعة بين الأشخاص المصابين بمرض الإيدز. ويؤثر فيروس نقص المناعة البشرية تقريبًا على كل نظام احيائي موجود في جسم الإنسان.
كما تتزايد أيضًا خطورة إصابة الأشخاص الذين يعانون من مرض الإيدز بأنواع مختلفة من السرطانات مثل: مرض كابوزي (سرطان كابوزي) وسرطان عنق الرحم والسرطانات التي تصيب الجهاز المناعي والمعروفة باسم الأورام الليمفاوية. علاوةً على ذلك، فإن المصابين بالإيدز غالبًا ما يعانون من أعراض مرضية عامة تشمل الجسم كله مثل: أنواع الحمى المختلفة والتعرق (وخاصة أثناء فترات الليل) وتضخم الغدد والإصابة بأعراض الحمى والصداع والرجفة وكذلك بالضعف العام وفقدان الوزن. ويعتمد نوع العدوى الانتهازية التي يصاب بها مرضى الإيدز إلى حد ما على مدى انتشار هذه الأنواع من العدوى في المنطقة الجغرافية التي يعيش فيها هؤلاء المرضى.

## مراحل الإصابة

أشعة سينية توضح المتكيسة الرئوية الجؤجؤية؛ وهو نوع من أنواع الطفيليات أحادية الخلية التي يمكن أن تؤدي إلى الإصابة بالتهاب المتكيسة الرئوي. ويظهر في الأشعة نوع من أنواع (العتامة) بيضاء اللون في الجزء السفلي من الرئتين في جانبيها؛ وهي خاصية تميز مرض التهاب المتكيسة الرئوي يعد مرض الالتهاب الرئوي بالمتكيسة الجؤجؤية (التهاب المتكيسة الرئوي) من الأمراض التي يندر - نسبيًا - إصابة الأشخاص الأصحاء بها ولكنها شائعة بين الأفراد المصابين بعدوى فيروس نقص المناعة البشرية. ويسبب هذا المرض نوع من أنواع الفطريات أحادية الخلية المعروف باسم الالتهاب الرئوي بالمتكيسة الجؤجؤية.

يمرّ هذا المرض بمراحل وتطوّرات عديدة تختلف من شخص لآخر، وبالتّالي تختلف أعراض المرض باختلاف المرحلة.
- المرحلة الأولى: نادراً ما تظهر أيّة أعراض أو دلائل على الإصابة بالمرض، لكن قد يصاب المريض بأعراض الإنفلونزا العاديّة عند بداية إصابته بالمرض، ثم تختفي هذه الأعراض بعد أسبوعين على الأكثر، كما يلاحظ المريض حدوث انتفاخات في الغدد الليمفاويّة، وقد يصاب المريض بطفح جلدي.
- المرحلة الثانية: هذه المرحلة غير محدّدة بوقت زمنيّ محدّد، فهي تختلف من شخص لآخر وتتراوح ما بين السنة إلى أكثر من تسع سنوات، لكن هذا الفيروس في هذه الفترة يكون قد تمكّن من جسم الإنسان ودمّر مناعته الجسديّة بشكل كبير، في هذه المرحلة، قد تظهر بعض الأعراض على المريض، فقد يصاب بالإسهال الشدّيد، وفقدان سريع للوزن، وارتفاع في درجة حرارة الجسم، ويشعر المريض كذلك بضيق في التّنفس.
- المرحلة الثالثة: وهي المرحلة الأخيرة من الإصابة بهذا الفيروس، تبدأ الأعراض الأكثر خطورة بالظّهور على جسم الإنسان بشكل واضح، فيصبح أكثر عرضة للإصابة بالسّرطانات المختلفة، وإلالتهابات الرئويّة الحادّة، بينما تكون الأعراض المزمنة التي تلازم المريض تتلخص في الآتي: الإسهال المزمن، والصّداع الدائم، وفقدان كبير للوزن، وحدوث اضطراب في الرؤية، وظهور نقاط بيضاء دائمة وجروح غريبة في اللّسان وجوف الفم، كما ويعاني المريض من القشعريرة الدائمة أو الحمى الدائمة وكذلك من التعرّق اللّيلي الزائد.[24]

### الإصابات الرئوية
قبل ظهور الوسائل التشخيصية والعلاجية والوقائية الفاعلة في الدول الغربية، كان هذا المرض أحد الأسباب الشائعة والمباشرة لحدوث الوفاة. وفي الدول النامية، لا يزال هذا المرض واحدًا من المؤشرات الأولية التي تشير إلى الإصابة بالإيدز لدى الأشخاص الذين لم يتم إجراء فحوصات طبية عليهم، وذلك على الرغم من أنه لا يظهر بصفة عامة إلا إذا كان عدد خلايا CD4 أقل من مائتي خلية لكل ميليلتر من الدم.
ويعتبر مرض الدرن (TB) من الأمراض الفريدة في خصائصها من بين أنواع العدوى المختلفة التي تصاحب فيروس HIV وذلك لأنه من الأمراض التي يمكن انتقالها للأشخاص ذوي الكفاءة المناعية عن طريق مجرى التنفس، فضلاً عن سهولة علاجه بمجرد أن يتم اكتشافه والتي قد تمتد في الحالات المزمنة إلى ستة أشهر احياناً. ومن الممكن أن يصاب به المريض في المراحل المبكرة من الإصابة بفيروس HIV، ويمكن الوقاية منه عن طريق العلاج بالعقاقير. وهكذا، تكون مقاومة العقاقير المختلفة من المشاكل شديدة الخطورة التي يحتمل أن يواجهها المصاب بهذا المرض.
وعلى الرغم من أن معدلات الإصابة به قد تراجعت في الدول الغربية بسبب استخدام وسائل علاجية تعتمد على المراقبة المباشرة لتناول المريض للدواء للتأكد من ملاءمة الطريقة والجرعة التي يتناوله بها لحالته إلى جانب عدد من الأساليب الأخرى المتطورة، فإن هذا الوضع لا ينطبق على الدول النامية التي يتفشى فيها فيروس HIV بشكل أكبر. وفي المراحل المبكرة للإصابة بهذا الفيروس (حيث تكون عدد خلايا CD4 أقل من ثلاثمائة خلية لكل ميليلتر من الدم)، يكون مرض الدرن من الأمراض الرئوية التي يمكن أن يتعرض لها المصاب بالفيروس. وفي المراحل المتقدمة من الإصابة بهذا الفيروس، يظهر المرض بشكل غير نمطي بخصائص عامة تدل على أنه مرض غير رئوي (مرض عام ينتشر في الجسم كله). ويشار إلى أن أعراض هذا المرض عادةً ما تكون بنيوية (متعلقة ببنية المرء الجسمانية أو العقلية) وغير متمركزة في مكان واحد من الجسم؛ ذلك أنه غالبًا ما يؤثر على النخاع العظمي والعظام والجهاز البولي والسبيل المعدي المعوي والكبد والعقد الليمفاوية الموضعية والجهاز العصبي المركزي.

## إصابات الجهاز الهضمي
يحدث مرض التهاب المريء في صورة التهاب يحدث في البطانة الداخلية للطرف السفلي من المريء (المريء أو قناة البلع التي تؤدي إلى المعدة). أما بالنسبة للأشخاص المصابين بفيروس HIV، يحدث هذا عادةً نتيجة الإصابة بالعدوى الفطرية التي تسبب (داء المبيضات) أو بالعدوى الفيروسية الناتجة عن التعرض لفيروسات herpes simplex-1 (فيروس الهربس البسيط) أو الفيروس المضخم للخلايا). وفي حالات نادرة، يمكن أن تحدث الإصابة نتيجة التعرض إلى ذلك النوع من البكتيريا المعروف باسم ميكوباكتيريا.
وقد ترجع الإصابة غير المفسرة بالإسهال المزمن لدى الأشخاص المصابين بفيروس HIV إلى أسباب عديدة من بينها: الإصابة ببعض أنواع العدوى البكتيرية الشائعة التي تسببها أنواع من البكتيريا مثل: (السلمونيلا أو الشيجلا أو الليستيريا أو البكتيريا المعروفة باسم الكامبيلوباكتر)، وبعض أنواع العدوى الطفيلية، إلى جانب أنواع من العدوى الانتهازية غير الشائعة والانتهازية مثل داءالبوغيات الخفية أوالبوغيات الطفيلية الدقيقة ومركب المتفطرات الطيرية والفيروسات مثل: أستروفيروس وادينوفيروس، وفيروس روتا، الفيروس المضخم للخلايا (ويمهد النوع الأخير منها السبيل إلى التهاب القولون).
وفي بعض الحالات، قد يكون الإسهال أحد الآثار الجانبية للعديد من العقاقير التي يتم استخدامها لعلاج فيروس (إتش آي في) أو قد يكون من الأمراض المصاحبة للإصابة بهذا الفيروس خاصةً خلال المراحل الأولى من الإصابة بالعدوى. وقد يكون أيضًا أحد الآثار الجانبية لاستخدام المضادات الحيوية في علاج الأسباب البكتيرية للإصابة بالإسهال (وخاصةً هذا النوع من البكتيريا المعروف باسم كلوستريديوم ديفيسيل (نوع من البكتيريا التي تسبب الإسهال المصاحب للإصابة بفيروس (إتش آي في) والذي تستخدم المضادات الحيوية في علاجه)). وفي المراحل المتأخرة من الإصابة بعدوى فيروس إتش آي في، يمكن أن يكون الإسهال انعكاسًا للتغيرات الحادثة في طريقة امتصاص القناة المعوية للغذاء، وقد يكون عنصرًا مهمًا من العناصر المسببة للأعراض المصاحبة للإصابة بهذا الفيروس والتي ينتج عنها الوهن والهزال.

## الآثار العصبية والنفسية
قد يترتب على الإصابة بفيروس HIV مجموعة متنوعة من المضاعفات المرضية العصبية النفسية، وقد يحدث ذلك نتيجة إصابة الجهاز العصبي الذي أصبح بعد انتقال عدوى الفيروس إليه عرضة للكائنات الدقيقة الضارة، أو قد يحدث كنتيجة للإصابة بهذا المرض في حد ذاته.
ويعتبر داء المقوسات أحد الأمراض التي يتسبب فيها الكائن الطفيلي أحادي الخلية المعرف باسم المقوسة الجوندية. وعادةً ما يصيب هذا المرض المخ ويتسبب في الإصابة بذلك النوع من الالتهابات المخية المعروفة باسم داء المقوسات والذي يسببالتهاب المخ، ولكنه قد يصيب أيضًا العينين والرئتين ويسبب لهما الأمراض. كما أن مرض «التهاب السحايا الذي يسببه فطر المستخفية» من الأمراض التي تصيب الغشاء السحائي (الغشاء الذي يحيط بالمخ والحبل الشوكي) بسبب فطر المستخفية المورمة. ويسبب الحمى والصداع والإعياء والغثيان والقيء. كما يمكن أيضًا أن تتطور لدى المرضى حالات الإصابة بالنوبات المرضية وحالات الارتباك، وإذا لم يتم علاجها، قد تصبح أمراضًا فتاكة ومميتة.
يعد مرض اعتلال بيضاء الدماغ متعدد البؤر المترقي؛ مرض من الأمراض المزيلة للميالين والذي يحدث خلال الإصابة به تدمير تدريجي للغلاف الميليني الذي يحيط بمحاور الخلايا العصبية مما يؤدي إلى إضعاف عملية نقل النبض أو الإشارات العصبية ويسبب في الإصابة باعتلال بيضاء الدماغ؛ مما يؤدي إلى إضعاف عملية نقل النبض أو الإشارات العصبية. ويتسبب في الإصابة بهذا المرض فيروس يطلق عليه فيروس JC، وهو فيروس كامن في نحو سبعين بالمائة من السكان ليسبب فقط الإصابة بهذا المرض عندما يضعف الجهاز المناعي للجسم بشكل بالغ كما هو الحال بالنسبة لمرضى الإيدز. ويتطور هذا المرض بسرعة مؤديًا إلى الوفاة خلال شهور من تشخيص المرض.
يعد مرض الخرف المصاحب لمرض الإيدز (Aids dementia complex - ADC) من أمراض الاعتلال الدماغي المتعلقة بالتمثيل الغذائي والتي تحدث بسبب الإصابة بفيروس (هتش أي في) ويزيد من تأثيرها التنشيط المناعي لذلك النوع من الخلايا المعروف باسم الخلايا الملتهمة والخلايا الدبقية الصغيرة. وتصاب هذه الخلايا بفيروس هتش أي في لتصبح منتجة له وتقوم بإفراز السم العصبي للخلايا المضيفة لها والأصل الفيروسي الناتجة عنه. وتظهر بعض آثار الضعف أو الخلل العصبي الناتجين عن هذا الفيروس في صورة اضطرابات إدراكية وسلوكية وحركية تظهر بعد مرور سنوات من الإصابة بفيروس (هتش أي في) ويصاحبها انخفاض في عدد الخلايا الليمفاوية التائية CD4+ وارتفاع معدل الحمل الفيروسي في بلازما الدم.
وقد تم قياس نسبة انتشار الإصابة بفيروس HIV في الدول الغربية، فوجد أنها قد بلغت ما بين عشرة وعشرين بالمائة في حين إنها تبلغ من واحد إلى اثنين بالمائة فقط في الهند.

## الأورام العادية والخبيثة

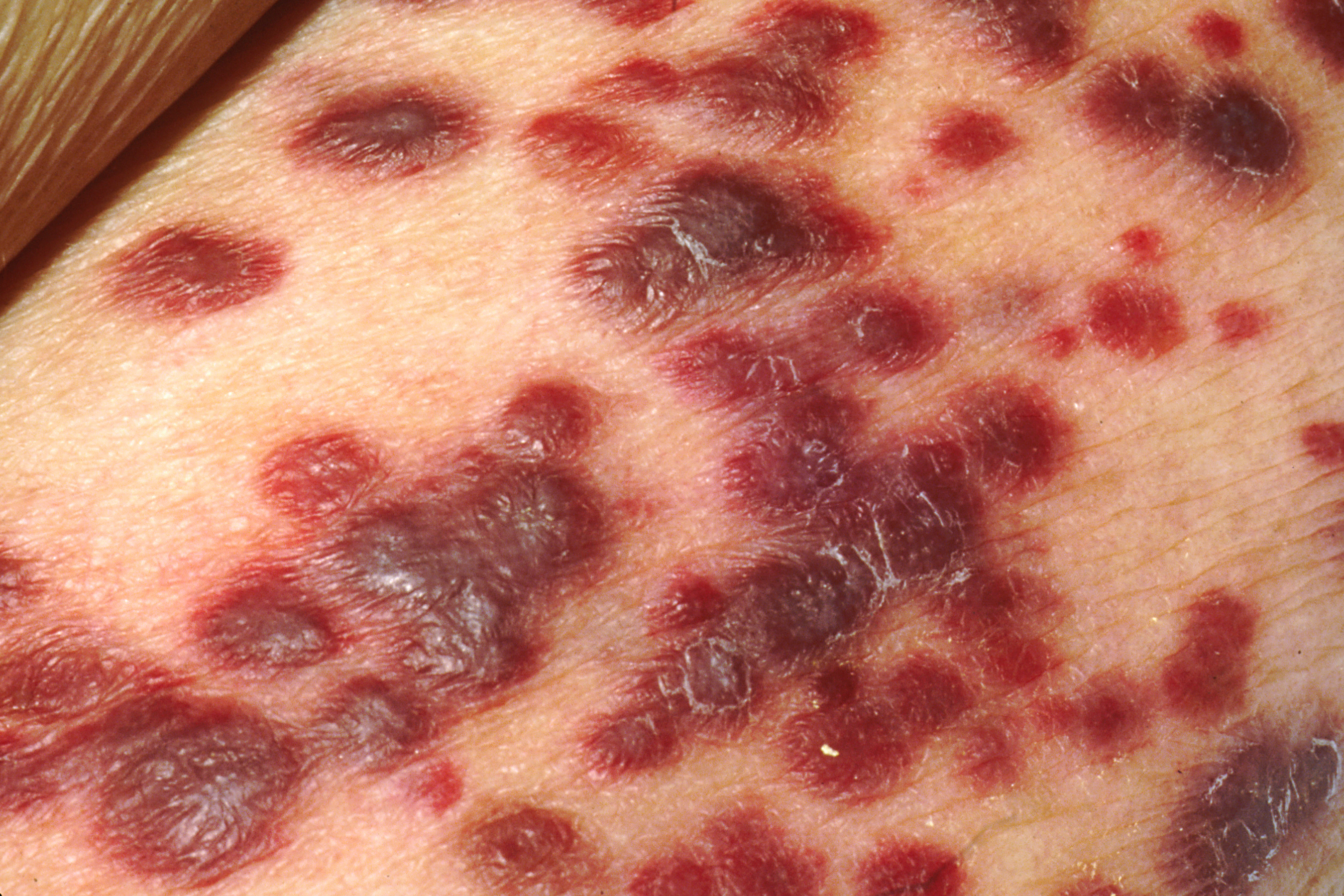
سرطان كابوزي على جلد مريض إيدز

تتزايد لدى المرضى المصابين بفيروس HIV بشكل كبير إمكانية الإصابة بأنواع متعددة من أنواع مرض السرطان. والسبب في هذا يرجع بشكل أساسي إلى أن هذه الإصابة دائمًا ما يصحبها إصابة بفيروس دنا المسبب لوجود الجينات الورمية خاصةً فيروس إبشتاين-بار وفيروس فيروس الهربس المرتبط بساركوما كابوزي، فيروس الورم الحليمي (HPV).
ويعتبر سرطان كابوزي هو أكثر أنواع الأورام السرطانية شيوعًا لدى المرضى المصابين بفيروس (إتش أي في). وكان ظهور أول حالات الإصابة بهذا الورم عند مجموعة من الرجال المثليين في عام 1981 واحدًا من أول الدلائل التي أشارت إلى انتشار مرض الإيدز كوباء. ويسبب هذا النوع من السرطان فيروس غاماهربس. وغالبًا ما يظهر في صورة عقد صغيرة أرجوانية اللون منتشرة على سطح الجلد، غير أنها يمكن أن تؤثر على أعضاء جسدية أخرى خاصةً الفم والسبيل المعدي المعوي والرئتين.
وتقوم الأورام الليمفاوية ذات المراحل المتقدمة التي تصيب الخلايا الليمفاوية البائية مثل: الورم الذي يصيب الجهاز الليمفاوي ورم بيركت اللمفاوي وكذلك الورم المعروف باسم الورم الشبيه بيركت (Burkitt-like Lymphoma) بنشر الأورام الليمفاوية كبيرة الحجم التي تصيب الخلايا الليمفاوية البائية وكذلك الأورام الابتدائية التي تصيب الجهاز العصبي المركزي والتي تظهر بشكل متكرر لدى المرضى المصابين بفيروس (هتش أي في). وغالبًا ما تنذر هذه الأنواع من السرطانات - بصفة خاصة - بتدهور حالة المريض في اتجاه أكثر سوءًا. وفي بعض الحالات، تكون هذه الأورام الليمفاوية علامة على وجود مرض الإيدز. ويسبب فيروس إبشتاين-بار أو فيروس كابوزي المصاحب الإصابة بالعديد من هذه الأورام الليمفاوية.
كذلك، يعتبر سرطان عنق الرحم من الدلائل التي تشير إلى انتقال عدوى الإيدز إلى السيدة المصابة به. ويسببه فيروس الورم الحليمي البشري (HPV).
بالإضافة إلى الأورام الليمفاوية المذكورة والتي تكون مؤشرًا على الإصابة بمرض الإيدز، تتزايد خطورة إصابة المرضى الذين يعانون من فيروس (هتش أي في) بأنواع أخرى من الأورام، وذلك مثل: السرطان الليمفاوي الهودجكيني وكذلك سرطان الشرج وسرطان المستقيم. وبالرغم من ذلك، لا تكثر الإصابة بأنواع أخرى من الأورام الشائعة مثل: سرطان الثدي أو سرطان القولون بين المرضى المصابين بفيروس (هتش أي في). وفي المناطق التي يُستخدم فيها العلاج شديد الفاعلية المضاد للفيروسات الارتدادية على نطاق واسع لعلاج الإيدز، تقل نسبة الإصابة بالعديد من الأورام الخبيثة المرتبطة بالإيدز. وبالرغم من ذلك، فقد أصبحت الأورام السرطانية الخبيثة بصفة عامة من أكثر أسباب الوفاة شيوعًا بين المرضى المصابين بفيروس (هتش أي في).

## العدوى الانتهازية الأخرى التي تصيب مريض الإيدز
غالبًا ما تتطور لدى مرضى الإيدز أنواع من العدوى الانتهازية التي تؤثر على المريض دون ظهور أي أعراض خاصةً حمى غير شديدة وفقدان الوزن. وتشمل هذه الأنواع من الإصابات الإصابة بالمتفطرة الطيرية داخل الخلوية وكذلك العدوى بالفيروس المعروف باسم الفيروس المضخم للخلايا (CMV). ويمكن أن يؤدي هذا الفيروس إلى التهاب القولون، وكذلك إلى هذا النوع من الالتهابات التي تصيب شبكية العين والمعروفة باسم التهاب الشبكية الذي يسببه الفيروس المضخم للخلايا (CMV retinitis)والذي يمكن أن يؤدي إلى العمى.
ويجب الإشارة إلى أن عدوى داء المكنسات تحتل المركز الثالث بين أكثر أنواع العدوى الانتهازية شيوعًا (لتأتي في الترتيب بعد كل من مرض الدرن غير الرئوي ومرض المكورات الخفية) التي يصاب بها الأشخاص المصابين بفيروس (هتش أي في) في نطاق منطقة جنوب شرق آسيا التي يتوطن فيها هذا الفيروس.

## سبب الحالة المرضية التي تصيب مريض الإيدز

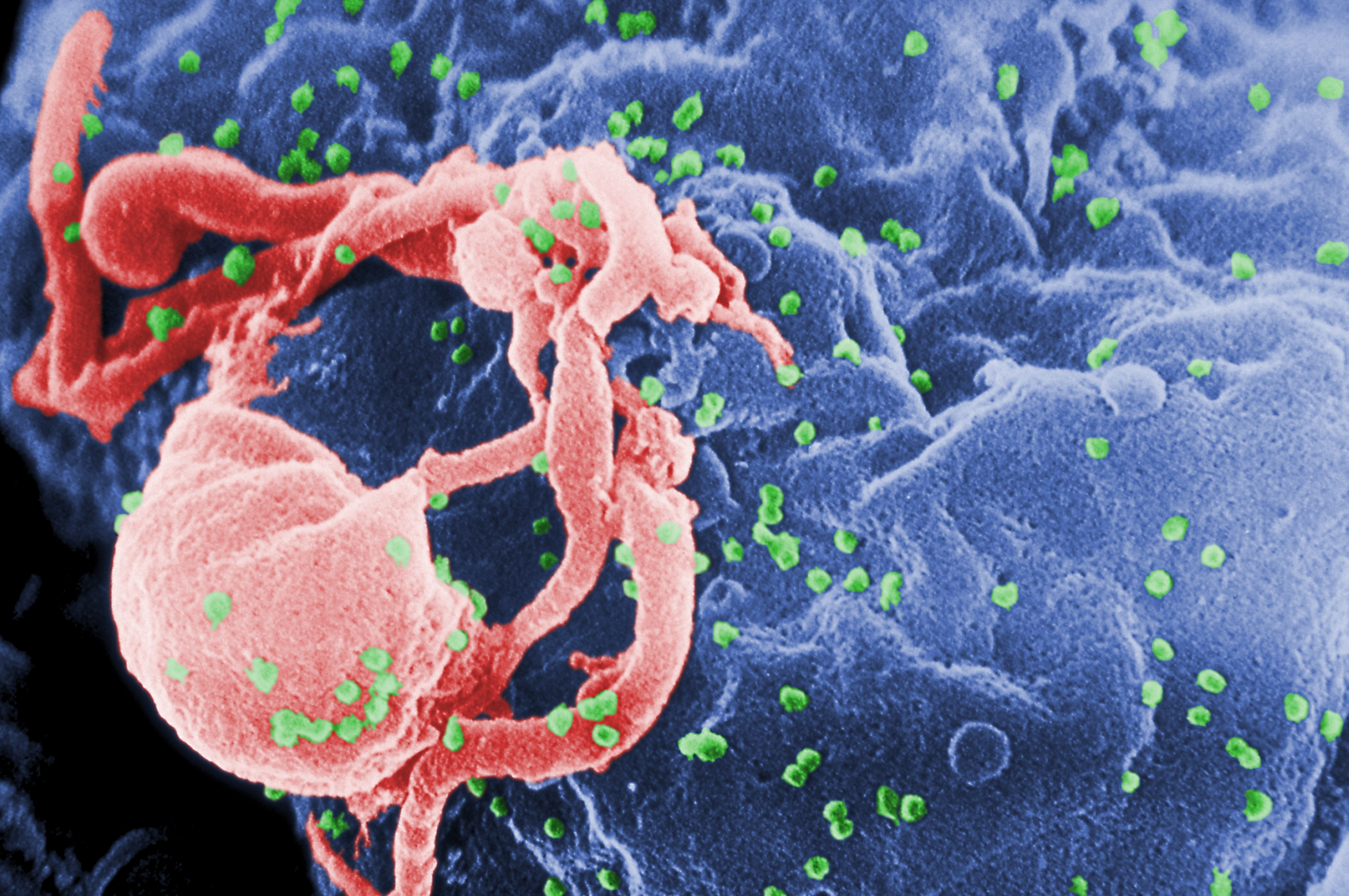
صورة مجهرية عن طريق المسح الإلكتروني لفيروس HIV-1 باللون الأخضر وقد تم استنباته في خلية ليمفاوية.

يعد مرض الإيدز هو أسرع الأمراض التي تترتب على الإصابة بفيروس HIV تطورًا وضراوة. ويعد فيروس HIV أحد الفيروسات الارتدادية التي تصيب بشكل رئيسي الأعضاء الحيوية في جهاز المناعة البشري مثل: الخلايا التائية المساعدة والخلايا الملتهمة والخلايا المتغصنة. ويقوم بشكل مباشر وغير مباشر بتدمير الخلايا الليمفاوية التائية+ CD4.
وما أن يتمكن فيروس (هتش أي في) من الفتك بعدد كبير من الخلايا اللمفاوية التائية CD4+ التي يصبح عددها أقل من مائتين في كل ميليلتر من الدم حتى تنعدم تمامًا المناعة الخلوية. ويحدث تفاقم الإصابة بفيروس HIV الحاد بمرور الوقت ليتحول المرض إلى مرحلة الإصابة بالعدوى السريرية الكامنة لفيروس HIV ثم تتطور إلى ظهور المراحل المبكرة من أعراض الإصابة بعدوى فيروس HIV ثم إلى الإصابة بمرض الإيدز والذي يمكن تشخيصه إما عن طريق كمية الخلايا الليمفاوية التائية CD4+ المتبقية في الدم أو عن طريق الإصابة بأمراض معينة.
وفي غياب العلاج المضاد للفيروسات الارتدادية، يتراوح متوسط فترة التطور من وقت بداية الإصابة بعدوى فيروس HIV إلى الإصابة بمرض الإيدز ما بين تسعة إلى عشرة أعوام. ويكون متوسط فترة البقاء على قيد الحياة بعد تطور مرض الإيدز وتفاقمه 9.2 شهرًا فقط. غير أن معدل تطور المرض السريري يتفاوت بشكل كبير بين الأشخاص ليتراوح ما بين أسبوعين إلى عشرين عامًا.
وتوجد الكثير من العوامل التي من شأنها أن تؤثر على تطور حالة المرض. ومنها عوامل تؤثر على قدرة الجسم على الدفاع عن نفسه ضد هجوم فيروس HIV مثل الحالة المناعية العامة للجسم المصاب. فالأشخاص الأكبر سنًا يتمتعون بأجهزة مناعية أضعف ولهذا يتعرضون لخطر أكبر بالتطور السريع للمرض أكثر من غيرهم من الأشخاص الأصغر سنًا.
كما أن عدم الحصول على الرعاية الصحية الكافية وإصابة المريض بأنواع أخرى من العدوى مثل: الدرن قد تعرض أيضًا الأشخاص المصابين لتطور أسرع لهذا المرض.
 وتلعب الموروثات الجينية للشخص المريض هي الأخرى دورًا مهمًا؛ فتكون لدى بعض الأشخاص قدرة على مقاومة سلالات معينة من فيروس HIV. ومثال ذلك الأشخاص الذين يتمتعون بالانحراف الجيني الوراثي (متجانس الازدواج) والذين يقاومون الإصابة ببعض سلالات فيروس HIV. ويشار إلى أن فيروس HIV يعد فيروسًا قابل للتغير من الناحية الجينية، ويتواجد في صورة سلالات مختلفة تتسبب في اختلاف معدلات التطور السريري للمرض.

### انتقال المرض عن طريق الاتصال الجنسي
يتم الانتقال الجنسي لهذا المرض عندما يحدث اتصال بين الإفرازات الجنسية لشخص مصاب مع الأغشية المخاطية الموجودة في المستقيم أو الأعضاء التناسلية أو الفم لشخص آخر. وتكون الأفعال الجنسية - التي لا يتم استخدام طرق الحماية فيها - من جانب الطرف المستقبل أكثر خطورة من الأفعال الجنسية - التي يتم استخدام طرق الحماية فيها - الخاصة بالطرف غير المستقبل. كما تكون خطورة انتقال فيروس (هتش أي في) من خلال اتصال جنسي شرجي - لا يتم استخدام طرق الحماية فيه - أكبر بكثير من انتقاله عن طريق اتصال جنسي مهبلي أو فموي.
وبالرغم من ذلك، لا يمكن اعتبار الجنس الفموي آمنًا بصورة كاملة حيث أن فيروس (هتش أي في) يمكن أن ينتقل عن طريق الجنس الفموي المستقبل وغير المستقبل. ويؤدي الاعتداء الجنسي بشكل كبير إلى زيادة خطورة انتقال فيروس HIV وذلك لأنه نادرًا ما يتم استخدام العازل الطبي الذكري في مثل هذه الاعتداءات بالإضافة إلى أنها تنطوي على أذى مادي متكرر لمهبل المرأة؛ الأمر الذي يمكن أن يؤدي إلى انتقال فيروس HIV.
وهناك بعض الأنواع الأخرى من العدوى المنقولة جنسيًا (STI) والتي تؤدي إلى زيادة خطورة انتقال فيروس HIV والعدوى به؛ وذلك لأن مثل هذه الأمراض تتسبب في تمزق الحاجز الظهاري الطبيعي للإنسان من خلال الإصابة بالقرحة التناسلية أو القرح صغيرة الحجم أو بكليهما معًا، وكذلك لأنها تؤدي إلى تراكم مجموعات من الخلايا التي تكون عرضة للإصابة بفيروس HIV أو المصابة فعلاً بهذا الفيروس (الخلايا الليمفاوية والخلايا الملتهمة) في السائل المنوي وفي الإفرازات المهبلية. وتشير الدراسات الخاصة بالأوبئة التي تم إجراؤها في ذلك الجزء من القارة الإفريقية
 الذي يقع جنوب الصحراء الكبرى وفي أوروبا وكذلك في أمريكا الشمالية إلى أن الإصابة بالقرح التناسلية، مثل تلك التي يتسبب فيها مرض الزهري أو القريح أو كليهما معًا تزيد من خطورة الإصابة بفيروس HIV بنحو أربعة أضعاف. وهناك زيادة ملحوظة في الإصابة بهذه الأنواع من العدوى والأمراض - على الرغم من أن هذه الزيادة تظل أقل في مخاطرها من أنواع العدوى الأخرى المنقولة جنسيًا مثل: السيلان وداء المتدثرات وداء المشعرات والتي تؤدي جميعها إلى تراكم الخلايا الليمفاوية والخلايا الملتهمة.
ويتوقف انتقال فيروس HIV على مدى إصابة الحالة الدالة وكذلك على استعداد الشريك غير المصاب بالعدوى. ويبدو أن القدرة على نقل العدوى تتفاوت أثناء رحلة تطور المرض كما أنها تتباين من شخص لآخر. وليس بالضرورة أن يشير معدل الحمل الفيروسي - الذي لم يتم اكتشافه في بلازما الدم - إلى انخفاض هذا المعدل في السائل المنوي أو في أي شكل من أشكال الإفرازات التناسلية الأخرى.
ومع هذا، فإن كل زيادة تقدر بعشر أجزاء في مستوى انتشار فيروس (هتش أي في) في الدم يصحبها زيادة في معدل احتمالية انتقال هذا الفيروس من شخص لآخر تصل إلى واحد وثمانين بالمائة.وقد ثبت أن النساء أكثر عرضة للإصابة بفيروس HIV-1 وذلك بسبب التغيرات الهرمونية المصاحبة لتكوين الأنثى بالإضافة إلى توافر البيئة الصالحة لنمو الميكروبات في مهبل المرأة الذي يساعد تركيبه التشريحي في ذلك. كذلك، تكون معدلات انتشار الأمراض المنقولة جنسيًا أكبر بين النساء.
ومن جدير بالذكر أن الأشخاص الذين تعرضوا للإصابة بسلالة واحدة من فيروس HIV يمكن أن يتعرضوا في وقت لاحق من حياتهم للإصابة بسلالات أخرى من هذا الفيروس تكون أشد في الضرر والإيذاء الذين تلحقهما بالإنسان.
ومن غير المحتمل أن تنتقل العدوى من اتصال جنسي واحد فقط. فثمة ارتباط بين المعدلات العالية للإصابة بالمرض وبين العلاقات الجنسية المتداخلة طويلة الأمد. ويسمح هذا الأمر للفيروس أن ينتشر بسرعة إلى العديد من الشركاء الذين يقومون بدورهم بنقل العدوى إلى شركائهم. أما الدخول في سلسلة من العلاقات الأحادية أو القيام باتصال جنسي عابر من وقت لآخر فيؤدي إلى وجود معدلات أقل لنقل العدوى.
وينتشر فيروس HIV بسهولة عن طريق العلاقات الجنسية المغايرة في أفريقيا، ولكن يكون معدل انتشاره عن طريق ذلك العامل أقل في أي مكان آخر. وأحد الاحتمالات التي يمكن تفسير هذا الأمر عن طريقها هو وجود داء المنشقات (المعروف أيضًا باسم داء البلهارسيات) في هذه المنطقة وهو داء يصيب أكثر من خمسين بالمائة من النساء في أجزاء من قارة أفريقيا ويسبب تدمير الجدار المبطن للمهبل.

### التعرض لدم ملوث بالمرض

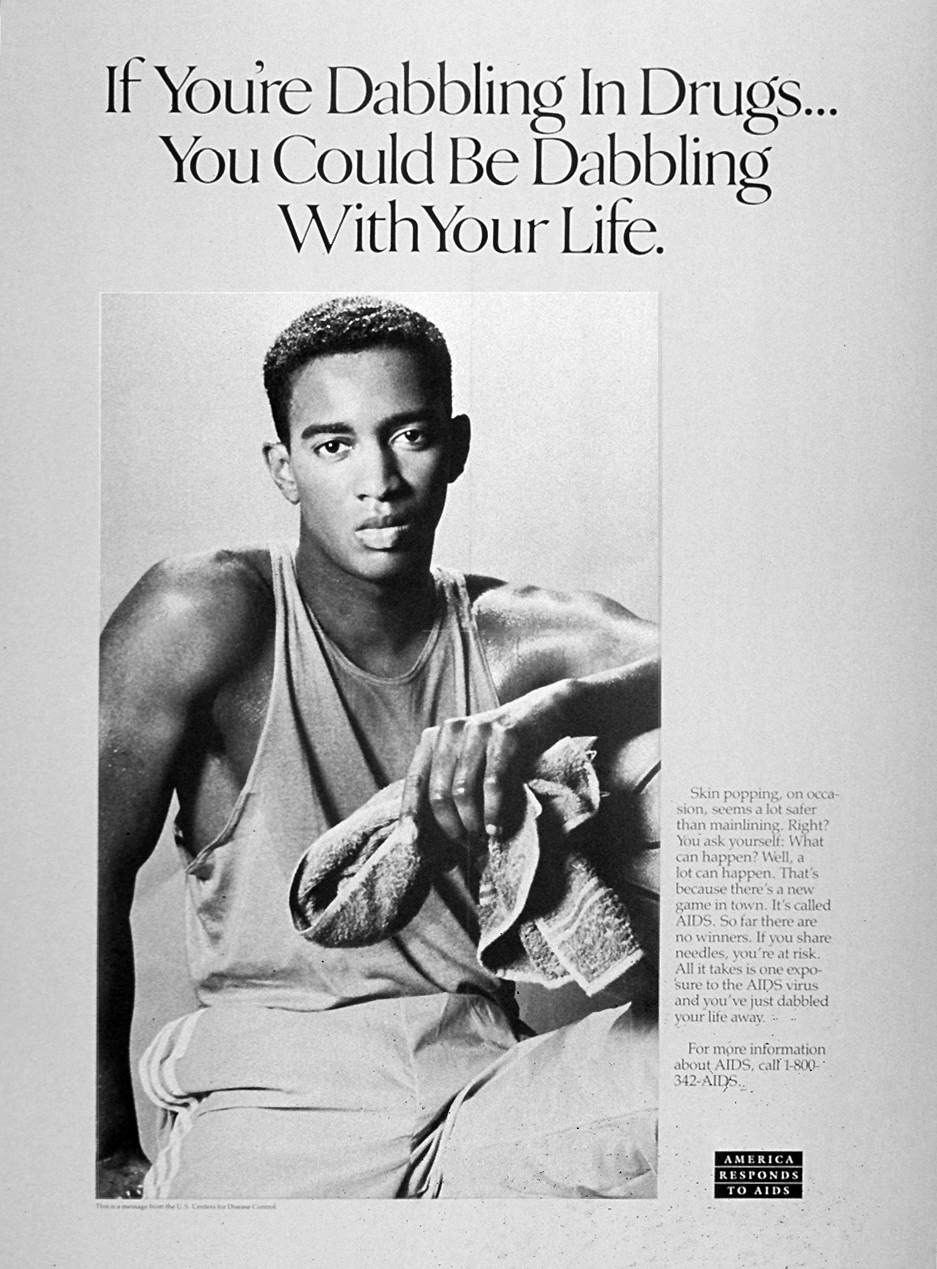
أحد الملصقات الصادرة عن وكالة مكافحة الأمراض والوقاية منها في عام 1989 والتي تؤكد على خطر مرض الإيدز المصاحب للإدمان على المخدرات

ويرتبط هذا المسلك لانتقال المرض - بشكل خاص - بمن يتعاطون المخدرات عن طريق الحقن الوريدي، ومن يعانون من الهيموفيليا ومن يحتاجون إلى نقل الدم إلى جانب من يحتاجون إلى منتجات الدم الأخرى (المنتجات المستخدمة في عملية نقل الدم وما إلى ذلك). ويعتبر التشارك في إبر الحقن الملوثة بالدم المصاب بفيروس HIV وإعادة استخدامها من أكثر الأمور التي تنطوي على خطورة نقل العدوى بفيروس HIV.
كما تعد مشاركة الآخرين في استخدام نفس إبرة الحقن هي السبب المباشر وراء ثلث عدد الإصابات الجديدة بعدوى فيروس HIV في كل من أمريكا الشمالية والصين وأوروبا الشرقية. ويسود اعتقاد بأن خطورة الإصابة بفيروس HIV من خلال وخزة واحدة فقط من إبرة حقن تم استخدامها مع شخص مصاب بهذا الفيروس تكون السبب في إصابة حالة واحدة فقط من بين كل مائة وخمسين حالة تصاب بهذا الفيروس. (انظر الجدول الوارد أعلاه). ويمكن أن تؤدي الوقاية بالعقاقير المضادة لفيروس HIV إلى تقليل نسبة الخطورة تلك بشكل كبير.
ويمكن أن تؤثر هذه الطريقة لانتقال الفيروس أيضًا على الأشخاص الذين يقومون بعمل الوشم وكذلك من يقومون ثقب الجسم في أي جزء من أجزاء جسدهم. والجدير بالذكر إنه لا تتم مراعاة التدابير الوقائية العالمية بصفة منتظمة في تلك المناطق من القارة الأفريقية التي تقع جنوب الصحراء الكبرى وفي أجزاء كبيرة من آسيا بسبب نقص الإمكانيات التي تتيح القيام بذلك إلى جانب التدريب غير الكافي على القيام بمثل هذه التدابير.
وتقدر منظمة الصحة العالمية (WHO) أن نحو اثنين ونصف بالمائة من إجمالي الإصابات بفيروس HIV موجودة في مناطق القارة الأفريقية الواقعة جنوب صحراء الكبرى وأنها تنتقل عن طريق عمليات الحقن غير الآمنة المرتبطة بعمليات تقديم الرعاية الصحية. وبسبب ذلك، فقد حثت الجمعية العامة للأمم المتحدة دول العالم على تطبيق تدابير وقائية تحول دون انتقال فيروس HIV من خلال العاملين في برامج تقديم الرعاية الصحية.
وتقل نسبة إمكانية نقل فيروس HIV إلى من يحتاجون إلى عمليات نقل الدم إلى درجة كبيرة للغاية في الدول المتقدمة حيث يتم تطبيق برامج متقدمة لانتقاء المتبرعين بالدم وإجراء الفحوصات الطبية اللازمة عليهم للكشف عن أية إصابات بفيروس HIV وعزل المصابين به. وبالرغم من ذلك، وفقًا لإحصائيات منظمة الصحة العالمية فإن الغالبية العظمى لسكان العالم لا يتاح لها إمكانية الحصول على دم آمن. كذلك، توجد نسبة تتراوح بين خمسة بالمائة وعشرة بالمائة من الإصابات العالمية بفيروس HIV يرجع سببها إلى عملية نقل دم مصاب بهذا الفيروس إلى جانب استخدام منتجات دم ملوثة به.

### انتقال الفيروس من الأم الحامل لطفلها
يمكن أن ينتقل الفيروس من الأم إلى طفلها داخل الرحم خلال الأسابيع الأخيرة من الحمل وأثناء الولادة.
وعلى الرغم من ذلك، فعندما تحصل الأم على العلاج المضاد للفيروسات الارتدادية وتلد طفلها من خلال عملية قيصرية، تكون نسبة احتمالية انتقال فيروس HIV منها إلى طفلها واحد بالمائة فقط. ويتأثر مدى إصابة الطفل بفيروس HIV بنسبة الحمل الفيروسي لدى الأم عند الولادة؛ فكلما كانت هذه النسبة أعلى، زادت خطورة الإصابة بهذا الفيروس.
كذلك، تزيد الرضاعة الطبيعية من خطورة انتقال المرض بنسبة أربعة بالمائة تقريبًا.

### المفاهيم الخاطئة عن الإصابة بالإيدز
توجد مجموعة من المفاهيم الخاطئة المرتبطة بفيروس HIV ومرض الإيدز. وتعتبر المفاهيم الثلاثة التالية من أكثر هذه المفاهيم شيوعًا. أولاً، أن الإيدز يمكن أن ينتشر من خلال التعامل العرضي مع الأشخاص المصابين به، وإن الاتصال الجنسي بامرأة عذراء} يمكن أن يؤدي إلى الشفاء من الإيدز، وإن فيروس HIV يمكن أن يصيب فقط المثليين ومن يتعاطون المخدرات.
وثمة مفاهيم خاطئة أخرى يتم تداولها فيما يتعلق بهذا الموضوع من بينها أن أكثر المناطق التي تعاني من الايدز هي أمريكا وأوروبا، وأن الايدز لا يصيب الرجال إذا اغتسلوا بعد الجماع، وأن تناول موضوع علاقة الشذوذ الجنسي بفيروس HIV في مناقشات عامة ومفتوحة داخل المدارس يمكن أن يؤدي إلى زيادة نسب انتشار ممارسة الشذوذ الجنسي وبالتالي ارتفاع معدل الإصابة بمرض الإيدز.

## الفيزيولوجيا المرضية لمرض الإيدز
تتسم التغيرات الفسيولوجية التي تصاحب الإصابة بمرض الإيدز بالتعقيد تمامًا كما هو الحال مع أية متلازمة مرضية أخرى. وخلاصة القول هي أن فيروس (هتش أي في) يتسبب في الإصابة بمرض الإيدز عن طريق استنزاف الخلايا الليمفاوية التائية المساعدة CD4+ وتقليل عددها. وهذا الأمر يؤدي إلى إضعاف الجهاز المناعي للجسم ويسمح بالإصابة بأنواع العدوى الانتهازية. وتعتبر الخلايا الليمفاوية التائية أساسية بالنسبة للاستجابة المناعية للجسم وبدونها يعجز الجسم عن مقاومة العدوى أو القضاء على الخلايا السرطانية. هذا وتختلف آلية استنزاف عدد الخلايا الليمفاوية التائية CD4+ في مرحلتي الإصابة الحادة والإصابة المزمنة.
فخلال مرحلة الإصابة الحادة، تكون عملية انحلال الخلايا بفعل فيروس HIV وقتل الخلايا التي تحمل العدوى عن طريق الخلايا التائية المسممة للخلايا هي السبب وراء استنزاف عدد الخلايا الليمفاوية التائية CD4+، وذلك على الرغم من أن عملية استموات الخلايا (تساقط الخلايا أو انتحارها) قد يكون أيضًا أحد العوامل التي تؤدي إلى حدوث ذلك. وخلال مرحلة الإصابة المزمنة، تكون عواقب التحفيز العام للجهاز المناعي مصحوبة بالفقدان التدريجي لقدرة الجهاز المناعي على تكوين خلايا ليمفاوية تائية جديدة هما السبب وراء النقص التدريجي لأعداد الخلايا الليمفاوية التائية CD4+.
وعلى الرغم من أن أعراض نقص المناعة التي تصاحب الإصابة بمرض الإيدز لا تظهر لمدة سنوات عديدة بعد إصابة الشخص بعدوى المرض، فإن فقدان العدد الأكبر من الخلايا الليمفاوية التائية CD4+  يظهر خلال الأسابيع الأولى من الإصابة بهذا المرض خاصةً في الغشاء المخاطي المعوي الذي توجد فيه غالبية الخلايا الليمفاوية الموجودة في الجسم. ويكمن السبب وراء فقدان الخلايا الليمفاوية التائية المخاطية CD4+  - نتيجة لعملية التمييز التفضيلي - في أن غالبية الخلايا الليمفاوية التائية المخاطية CD4+  تعتبر من عوامل الاستقبال CCR5 الذي يكون بمثابة البوابة التي يعبر منها الفيروس إلى داخل الجسم في حين أن جزءًا صغيرًا من الخلايا الليمفاوية التائية CD4+  الموجودة في مجرى الدم تنتمي إلى هذا النوع من عوامل الاستقبال.
ويحاول فيروس HIV العثور على بروتين CCR5 الذي يعبر عن الخلايا الليمفاوية التائية CD4+ وتدميره في أثناء مرحلة الإصابة الحادة بهذا الفيروس. وفي نهاية الأمر، تتمكن المقاومة المناعية الضارية من التحكم في العدوى لتبدأ مرحلة العدوى السريرية الكامنة. ومع ذلك، تستمر عملية استنزاف الخلايا الليمفاوية التائية CD4+ في الأنسجة المخاطية خلال مراحل الإصابة بالعدوى، على الرغم من استمرار وجود عدد كافٍ منها محاولاً منع إصابة المريض بأنواع أخرى من العدوى التي تهدد حياته.
ويشار إلى أن عملية النسخ المستمرة لفيروس HIV تؤدي إلى إيجاد حالة من النشاط المناعي العام في أنحاء الجسم كلها تستمر خلال مرحلة الإصابة المزمنة بهذا الفيروس. ويحدث هذا النشاط المناعي والذي ينعكس في حالة من التحفيز المتزايد للخلايا المناعية وإطلاق السيتوكينات المعروفة باسم السيتوكينات المنشطة للالتهابات(بالإنجليزية: proinflammatory cytokines) المحفزة للالتهاب كنتيجة لنشاط العديد من العناصر الجينية الناتجة من فيروس HIV فضلاً عن الاستجابة المناعية لعملية النسخ المستمر لهذا الفيروس. وثمة سبب آخر لهذه الحالة ألا وهو تعطل جهاز الرقابة المناعي الخاص بالحاجز المخاطي والناتج عن استنزاف الخلايا الليمفاوية التائية المخاطية CD4+  خلال مرحلة الإصابة الحادة بهذا المرض المعدي.
وتكون النتائج المترتبة على ذلك هي التعرض المنتظم للجهاز المناعي للمكونات الميكروبية الموجودة في الكائنات الدقيقة التي تعيش في القناة الهضمية، والتي تبقى في الإنسان السليم (غير المصاب بالمرض) تحت رقابة دائمة من قبل الجهاز المناعي المخاطي. وينتج عن تحفيز وتكاثر الخلايا التائية الذي ينتج عن هذه الحالة من التحفيز المناعي أهدافًا جديدة للعدوى بفيروس HIV. ومع ذلك، فإن عملية القتل المباشر للخلايا من قبل فيروس HIV لا يمكن أن تفسر وحدها هذا الاستنزاف الملحوظ في الخلايا الليمفاوية التائية CD4+ نظرًا لأن ما يتراوح بين 0.01 إلى 0.10% فقط من الخلايا الليمفاوية التائية CD4+ الموجودة في الدم هي التي تتعرض للإصابة بهذا الفيروس المعدي.
وثمة سبب رئيسي آخر لتناقص أعداد الخلايا الليمفاوية التائية CD4+ قد يكون ناتجًا عن التعرض المتزايد لعملية استموات الخلايا عندما تستمر عملية تحفيز الجهاز المناعي. وعلى الرغم من استمرارية إنتاج الخلايا الليمفاوية التائية من قبل الغدة الزعترية المسؤولة عن إنتاج مثل هذه الخلايا لتحل محل الخلايا المفقودة، فإن قدرة هذه الغدة على عملية تجديد هذه الخلايا يتم تدميرها تدريجيًا عن طريق إصابة الخلايا الثيموسية بشكل مباشر بفيروس (هتش أي في). وفي نهاية الأمر، يفقد الجسم الحد الأدنى لعدد الخلايا الليمفاوية التائية CD4+  الخلايا الثيموسية اللازمة للحفاظ على وجود استجابة مناعية كافية في الجسم مما يؤدي إلى الإصابة بمرض الإيدز.

### الخلايا المتضررة من الإصابة
عند دخول الفيروس - من أي جهة من الجهات التي سبق الحديث عنها - يقوم بمهاجمة الخلايا التالية بشكل أساسي:
- - النسيج الليمفاوي الشبكي
  - الخلايا الليمفاوية التائية المساعدة CD4+
  - الخلايا الملتهمة CD4+
  - الخلايا الوحيدة CD4+
  - الخلايا الليمفاوية البائية
  - خلايابطانية معينة
  - الجهاز العصبي المركزي:
  - الخلايا الدبقية الصغيرة الخاصة بالجهاز العصبي
  - الخلايا النجمية
  - الخلايا الدعامية ذات الفروع القليلة
  - الخلايا العصبية – تتأثر بشكل غير مباشر بفعل السيتوكينات وبروتين الغلاف السكري GP120

### تأثير الإصابة بالفيروس
يتصف فيروس متلازمة العوز المناعي المكتسب بأن له تأثيرًا متلفًا للخلايا، غير أن الكيفية التي يحدث بها ذلك الأمر لا تزال غير واضحة تمامًا. وعلى الرغم من ذلك، يمكن أن يظل هذا الفيروس غير نشط في هذه الخلايا لفترات زمنية طويلة. ومن المفترض أن يكون هذا التأثير ناتجًا عن التفاعل مع بروتين الغلاف السكري gp120 الخاص بخلايا CD4.
- ويكمن أكثر تأثيرات فيروس HIV وضوحًا في كبت الخلايا الليمفاوية التائية المساعدة إلى جانب تسببه في انحلال الخلايا. وببساطة، يتم تدمير الخلية أو تقليص نشاطها إلى الحد الذي تفقد فيه وظيفتها (تفقد الخلية قدرتها على الاستجابة لمولدات الأجسام المضادة (الخارجية). كذلك، لا تتمكن الخلايا البائية المصابة من إنتاج الأجسام المضادة بالكميات الكافية. وهكذا، ينهار الجهاز المناعي للإنسان مما يؤدي إلى التعقيدات المعروفة المصاحبة للإصابة بمرض الإيدز مثل: أنواع العدوى وال نيوبلازما (النمو السرطاني غير الطبيعي).
- ويمكن أن تتسبب إصابة خلايا الجهاز المركزي العصبي بفيروس HIV المسبب للإيدز في الإصابة بمرض التهاب السحايا غير الصديدي الحاد ومرض التهاب الدماغ شبه الحاد ومرض اعتلال الحبل الشوكي الحويصلي (بالإنجليزية: vacuolar myelopathy) إلى جانب مرض اعتلال الأعصاب الطرفية. الأمر الذي يمكن أن يترتب عليه في وقت لاحق الإصابة بالخرف المركب أو الخرف المصاحب لمرض الإيدز.
- يتيح التفاعل مع بروتين الغلاف السكري gp120 الخاص بخلايا CD4 (انظر الجزء الوارد أعلاه) أيضًا الإصابة ببعض الفيروسات الأخرى مثل: الفيروس مضخم للخلايا، فيروس التهاب الكبد الوبائي وفيروس الهربس البسيط وغيرها من الفيروسات. وتؤدي هذه الفيروسات إلى المزيد من التدمير للخلايا؛ الأمر الذي يعني حدوث الاعتلال الخلوي.[77][78][79]

## تشخيص المرض
يعتمد تشخيص مرض الإيدز في الشخص المصاب بفيروس HIV على وجود دلائل وأعراض معينة. فمنذ الخامس من يونيو لعام 1981، ظهرت العديد من التعريفات المستخلصة من عملية المراقبة التي قام بها علم الوبائيات  فحص الإيدز هو فحص يقيس استجابة جهاز المناعة لفيروس نقص المناعة، ويتكون من مضادات الأجسام التي يتم إنتاجها بتأثير الإصابة.في هذه الحالات يمكن فحص الإصابة بفيروس نقص المناعة بقياس الفيروس الموجود في الدم باستخدام إحدى الطريقتين التاليتين :
الفحص بالمادة المولدة للمضادات (a p24). وتتوفر هذه المادة لدى أخصائيي العناية الصحية.
أي شخص نقل إليه دم قبل عام 1985.أي شخص مارس الجنس مع سخص مصاب دون اتخاذ الاحتياطات الواقية اللازمة. أطفال الأمهات المصابات.
فحص الدم العادي الذي يجرى لمعرفة الإصابة بفيروس نقص المناعة تكون نتيجته سالبة في الأشخاص المصابين بهذا الفيروس إصابة حادة. لذلك يجب إجراء فحص خاص إذا كان هناك أي شك في هذا التشخيص.
يوجد نوعان من الفحوصات لتشخيص الإصابة الحادة بفيروس نقص المناعة :
فحص كمية فيروس نقص المناعة.الفحص بالمادة المولدة للمضادات (p24). وتتوفر هذه المادة لدى أخصائيي العناية الصحية.
يجب إجراء هذا الفحص للأشخاص الذين يعرف أنهم تعرضوا للإصابة عن طريق استعمال أبر استعملها مصابون.ممارسة الجنس دون اتخاذ احتياطات واقية.
كما يجب فحص الأشخاص الذين تظهر عليهم أعراض الإصابة الحادة بفيروس نقص المناعة المكتسب.وتظهر نتيجة إيجابية لفحص الدم العادي بعد مرور 4 -6 أسابيع على الإصابة.الطريقة الرئيسية لاكتشاف وجود فيروس نقص المناعة هي فحص عينة من الدم بحثا عن وجود مضادات الأجسام (نوع من البروتين يحارب المرض) المقاومة للفيروس.
مضادات الأجسام المقاومة لفيروس نقص المناعة لا تصل عادة مستويات يمكن اكتشافها إلا بعد الإصابة باسبوع إلى ثلاثة أسابيع، وفي بعض الأحيان يستغرق الأمر ستة شهور لتتكون المضادات بكميات تظهر في فحوصات الدم العادية.
يجرى فحص فيروس نقص المناعة أيضا على عينات من اللعاب والبول وكما يجري الآن استخدام نوعين من فحوصات تشخيص الإصابة بفيروس نقص المناعة، هما : أليســا (ELISA) لنشافة الغربية (Western Blot)
إذا كان من المحتمل احتمالا كبيرا أن يكون شخص ما مصابا بفيروس نقص المناعة، ومع ذلك كانت نتائج كلا الفحصين له سلبية، فقد يقوم الطبيب بإجراء الفحص اللازم لمعرفة وجود الفيروس نفسه في الدم، وإعادة فحص مضادات الأجسام فيما بعد عندما يزداد احتمال تكّون مضادات الأجسام المقاومة للفيروس.

### التصنيف المرحلي لمراحل تطور الإصابة بالفيروس
في عام 1990، قامت منظمة الصحة العالمية (WHO) بتجميع هذه الأنواع من العدوى والحالات المرضية المرتبطة بها معًا في تصنيف مرحلي يعمل على تصنيف حالة المرضى المصابين بفيروس HIV-1 إلى مراحل. وقد تم تعديل هذا التصنيف في سبتمبر من عام 2005. ومعظم هذه الحالات المرضية حالات إصابة بأنواع من العدوى الانتهازية التي يمكن علاجها بسهولة في الأشخاص الأصحاء.
- المرحلة الأولى: تكون الإصابة بفيروس HIV بدون أعراض ظاهرة يلحظها المريض ولا يتم تصنيفها كإصابة بالإيدز.
- المرحلة الثانية: تتضمن ظهور بعض الأعراض والعلامات المرضية المتعلقة بالجلد والأغشية المخاطية فضلاً عن الإصابة المتكررة ببعض الأمراض المعدية المتعلقة بالسبيل التنفسي العلوي.
- المرحلة الثالثة: تتضمن الإصابة غير المفسرة بالإسهال المزمن لفترة تزيد عن شهر كامل، إلى جانب بعض أنواع العدوى البكتيرية الشديدة الأخرى فضلاً عن الدرن الرئوي.[86]
- المرحلة الرابعة: تتضمن الإصابة بداء المقوسات الذي يصيب المخ وبداء المبيضات والذي يهاجم المريء أو القصبة الهوائية أو شعبتي القصبة الهوائية أو الرئتين، بالإضافة إلى الإصابة بسرطان كابوزي، وتعتبر كلها أمراضًا تدل على الإصابة بمرض الإيدز.[87][88]

### التصنيف الذي وضعته وكالة مراكز مكافحة الأمراض والوقاية منها
يوجد تعريفان لمرض الإيدز قامت وكالة مراكز مكافحة الأمراض والوقاية منها (CDC) بوضعهما. يشير التعريف الأقدم منهما إلى الإيدز بشكل يعتمد على استخدام الأمراض المرتبطة به، مثل مرض اعتلال العقد الليمفاوية، وهو المرض الذي أخذ عنه مكتشفو فيروس HIV اسم الفيروس الجديد في بادئ الأمر. وفي عام 1993، قامت وكالة مراكز مكافحة الأمراض والوقاية منها بتوسيع نطاق تعريفها لمرض الإيدز ليشمل هؤلاء الذين يحملون عينة إيجابية من فيروس HIV مع انخفاض عدد الخلايا الليمفاوية التائية CD4+ عن مائتي خلية لكل ميليلتر من الدم أو أن تمثل نسبتها أربعة عشر بالمائة من كل الخلايا الليمفاوية. ويشار إلى أن غالبية حالات الإصابة الجديدة بمرض الإيدز في الدول المتقدمة يتم تشخيصها من منطلق هذا التعريف أو على ضوء التعريف الذي وضعته وكالة مراكز مكافحة الأمراض والوقاية منها قبل عام 1993. هذا ويظل تشخيص وجود حالة الإيدز قائمًا، حتى ولو ازداد عدد الخلايا الليمفاوية التائية CD4+ - بعد تناول الوسائل العلاجية الفاعلة - لما يزيد عن مائتي خلية لكل ميليلتر من الدم أو تم علاج أمراض أخرى تعد من علامات الإصابة بمرض الإيدز.

### اختبار فيروس HIV (فيروس نقص المناعة البشرية)
قد لا يدرك العديد من المصابين بفيروس HIV إنهم مصابون بهذا الفيروس.
 علاوةً على ذلك، فهناك فقط نسبة نصف بالمائة من النساء الحوامل اللاتي يستفدن من الخدمات الصحية التي يتم تقديمها في المناطق الحضرية يتم تقديم الاستشارة لهن الطبية لهن أو إجراء الفحوصات الطبية عليهن أو تتلقين نتائج هذه الفحوصات التي تم إجراؤها. ومرةً أخرى، تكون مثل هذه النسبة أقل في المجتمعات الريفية التي يتم تقديم بعض الخدمات الصحية لها.

ويتم إجراء الفحوصات عادةً على الدم الوريدي للتأكد من خلوه من فيروس HIV. وتعتمد العديد من المعامل على استخدام اختبارات الكشف المسحي من الجيل الرابع التي تقوم باكتشاف الأجسام المضادة التي تقاوم الفيروس (lgG وlgM) ومولدات الأجسام المضادة (HIV p24). ويكون الكشف عن وجود جسم مضاد لفيروس HIV أو مولد أجسام مضادة لدى مريض - كانت العينة المأخوذة منه سابقًا سلبية - دليلاً على إصابته بهذا الفيروس. وتتم إعادة الاختبار على الأفراد الذين أوضحت العينة الأولى التي تم أخذها منهم إصابتهم بعدوى فيروس HIV بأخذ عينة ثانية من الدم للتأكد من النتائج السابقة.
ويمكن أن تتفاوت فترة حضانة الفيروس نظرًا لأن الأمر يمكن أن يستغرق ما بين ثلاثة إلى ستة أشهر حتى تبدأ مرحلة التحول المصلي وتكون نتائج فحص العينة إيجابية. ويمكن الكشف عن الفيروس باستخدام عملية تفاعل البوليميراز المتسلسل في أثناء فترة حضانة الفيروس. وتشير الدلائل إلى أنه يمكن غالبًا اكتشاف أية إصابة بفيروس HIV المسبب للإيدز بشكل أسرع من الطريقة سالفة الذكر في حالة استخدام اختبارات الكشف المسحي EIA من الجيل الرابع.
ويتم التأكد من النتائج الإيجابية التي يتم الحصول عليها باستخدام تفاعل البوليميراز المتسلسل من خلال إجراء اختبارات الأجسام المضادة. الجدير بالذكر أن اختبارات الكشف الروتينية عن فيروس HIV التي يتم إجراؤها على الأطفال حديثي الولادة الذين أنجبتهم أمهات مصابات بفيروس HIV لا تكون ذات قيمة وذلك بسبب وجود جسم مضاد لفيروس HIV في دماء هؤلاء الأطفال منقول إليهم عن طريق الأم. ويمكن فقط تشخيص الإصابة بفيروس HIV عن طريق عملية تفاعل البوليميراز المتسلسل وذلك لاختبار إصابة الحمض النووي ما قبل الفيروسي بعدوى فيروس HIV الموجود في الخلايا الليمفاوية للأطفال.

### الاتصال الجنسي
تحدث الغالبية العظمى من حالات الإصابة بفيروس HIV من خلال الاتصال الجنسي بين طرفين أحدهما حامل للفيروس. وتعد طريقة الانتقال الأساسية لهذا الفيروس على مستوى العالم هي الاتصال الجنسي بين طرفين من جنسين مختلفين.
وفي أثناء العلاقة الجنسية، يمكن للعازل الطبي الذي يستخدمه الرجل أو المرأة التقليل من فرص الإصابة بعدوى فيروس HIV والأمراض الأخرى التي تنتقل من خلال العلاقات الجنسية وكذلك من فرص الحمل. وتشير الأبحاث العلمية الحديثة إلى حد كبير إلى أن الاستخدام العادي للعازل الطبي يقلل من مخاطر انتقال فيروس HIV من خلال الميول الجنسية الغيرية بنسبة ثمانين بالمائة تقريبًا على المدى الطويل، وذلك على الرغم من أن هذه النسبة قد تزيد إذا تم استخدام هذه الوسيلة على نحو صحيح في كل الحالات.
إذا تم استخدام العازل الطبي الذكري المصنوع من مادة اللاتكس (لبن الشجر أو عصارته) بشكل صحيح دون استعمال أي مواد زيتية مخففة للاحتكاك، فإنه يعتبر أكثر الوسائل المتاحة فاعلية في تقليل احتمال انتقال فيروس HIV وأنواع العدوى الأخرى التي تنتقل عن طريق العلاقات الجنسية عن طريق الاتصال الجنسي. ويوصي مصنعو هذه العوازل بعدم استخدام مثل هذه المواد الزيتية المخففة للاحتكاك مثل تلك المصنوعة من جيلي البترول أو الزبد أو شحم الخنزير عند استخدام العوازل الطبية المصنوعة من مادة اللاتكس وذلك لأنها تؤدي إلى إذابة اللاتكس مما يؤدي إلى أن يصبح العازل مساميًا ولا يقوم بوظيفته. وفي حالة الضرورة، يوصي المصنعون باستخدام المواد المصنعة من الماء المخففة للاحتكاك.
على الرغم مما سبق، يمكن استخدام المواد الزيتية المخففة للاحتكاك مع العوازل الطبية المصنعة من البولي يوريثان.
ويعتبر العازل الطبي الأنثوي هو البديل للعازل الطبي الذكري وهو يصنع أيضاً من مادة البولي يوريثان التي تسمح باستخدام العازل واستعمال المواد الزيتية المخففة للاحتكاك. وهذا العازل أكبر من نظيره الذكري وله فتحة حلقية الشكل تمت تقويتها، وهو مصمم بحيث يتم إدخاله في مهبل المرأة.وقد أشارت الدراسات الأولية إلى أنه في حالة استخدام العوازل الطبية الأنثوية تزيد نسبة العلاقات الجنسية الآمنة في مقابل العلاقات الجنسية غير الآمنة، مما يجعلها أدوات وقاية مهمة للحماية من انتقال فيروس HIV.
كما أوضحت الدراسات إنه عند استخدام العوازل الطبية بشكل مستمر في العلاقات الجنسية التي يكون أحد طرفيها مصاب بفيروس HIV، تقل معدلات انتقال العدوى بفيروس HIV إلى الطرف غير المصاب بالفيروس عن واحد بالمائة لكل عام. جدير بالذكر إن الإستراتيجيات الوقائية معروفة بشكل كبير في الدول المتقدمة، ولكن أشارت الدراسات السلوكية والمتعلقة بالأوبئة التي أجريت في أوروبا وأمريكاالشمالية إلى أن هناك أقلية لا يستهان بعددها من الشباب لا تزال تشترك في ممارسات جنسية عالية المخاطر على الرغم من إدراكها لخطورة فيروس HIV ومرض الإيدز لأنهم يستخفون بفكرة انتقال عدوى فيروس HIV إليهم.
وأظهرت محاولات دراسة فعالية الوسائل الطبية والخدمات الصحية بطريقة جمع عينات عشوائية أن ختان الذكور يقلل من مخاطر العدوى بفيروس HIV بين الرجال الذين يقيمون علاقات جنسية مع النساء بنسبة ستين بالمائة تقريبًا. ومن المنتظر أن يتم التشجيع على إتباع هذا الإجراء بشكل نشط في الكثير من الدول التي تكثر فيها حالات الإصابة بفيروس HIV، وذلك على الرغم من أن هذا سيؤدي إلى مواجهة عدد من التحديات العملية والثقافية والتي تتصل بالمشاعر والأفكار البشرية.
ويخشى بعض الخبراء من اعتقاد من تم ختانهم من الرجال في عدم قابليتهم للإصابة بعدوى HIV مما قد يجعلهم يشتركون في علاقة جنسية أكثر خطورة، الأمر الذي من شأنه أن يقلل من التأثير الوقائي للختان. وعلى الرغم من ذلك، فقد أشارت إحدى محاولات دراسة فعالية الوسائل الطبية والخدمات الصحية بطريقة جمع عينات عشوائية إلى أن ختان الرجل البالغ لا يرتبط بزيادة نسبة ممارسته لسلوكيات جنسية قد تؤدي إلى الإصابة بعدوى HIV.

### التعرض لسوائل الجسم التي تحمل عدوى فيروس HIV
يمكن للعاملين في مجال الرعاية الصحية أن يقللوا من مخاطر تعرضهم للإصابة بفيروس HIV وذلك باتخاذ تدابير وقائية تقلل من خطر تعرضهم للدم الملوث بالفيروس. وتتضمن هذه التدابير الوقائية استخدام حواجز لمنع الفيروس مثل: القفازات والأقنعة والأدوات الواقية للعين والأردية أو المآزر التي تمنع تعرض الجلد أو الأغشية المخاطية من التعرض للعوامل المسببة للأمراض الموجودة بالدم المحمل بفيروس HIV. ويمكن أن يقلل غسل الجلد بصفة منتظمة وجيدة فورًا بعد أن يتلوث بالدم أو السوائل الجسدية الأخرى التي تحمل الفيروس من فرصة انتقال العدوى. وأخيرًا، يجب التخلص الآمن من الأدوات الحادة مثل الإبر والمشارط والزجاج لمنع مخاطر الإصابة بالجروح الناتجة عن الوخز بالإبر أو ما يشابهها. وحيث أن تعاطي المخدرات من خلال الوريد من أهم العوامل التي تساعد على انتقال فيروس HIV في الدول المتقدمة، يتم استخدام إستراتيجيات الحد من الأضرار ومخاطر انتقال هذا الفيروس مثل استبدال الإبر والمحاقن المستعملة بأخرى نظيفة في محاولة لتقليل العدوى الناتجة عن تعاطي المواد المخدرة وإساءة استخدامها.

### انتقال المرض من الأم لطفلها
تقرر التوصيات الحالية إلى أنه عندما تكون الرضاعة الصناعية البديلة مقبولة وملائمة وممكن توفيرها وكافية للطفل وآمنة في حالة الأمهات المصابات بفيروس HIV، فيجب عليهن تجنب إرضاع أطفالهن رضاعة طبيعية. ولكن إذا لم يكن هذا هو الوضع القائم بالفعل، يوصى بقيام الأم المصابة بإرضاع طفلها رضاعة طبيعية في الشهور الأولى من حياته مع وقف ذلك في أسرع وقت ممكن. وتجب ملاحظة أن بعض السيدات قد ترضعن أطفالاً غير أطفالهن؛ (انظر مرضعة).

## العلاج

التركيب الكيميائي للمثبط أباكافير

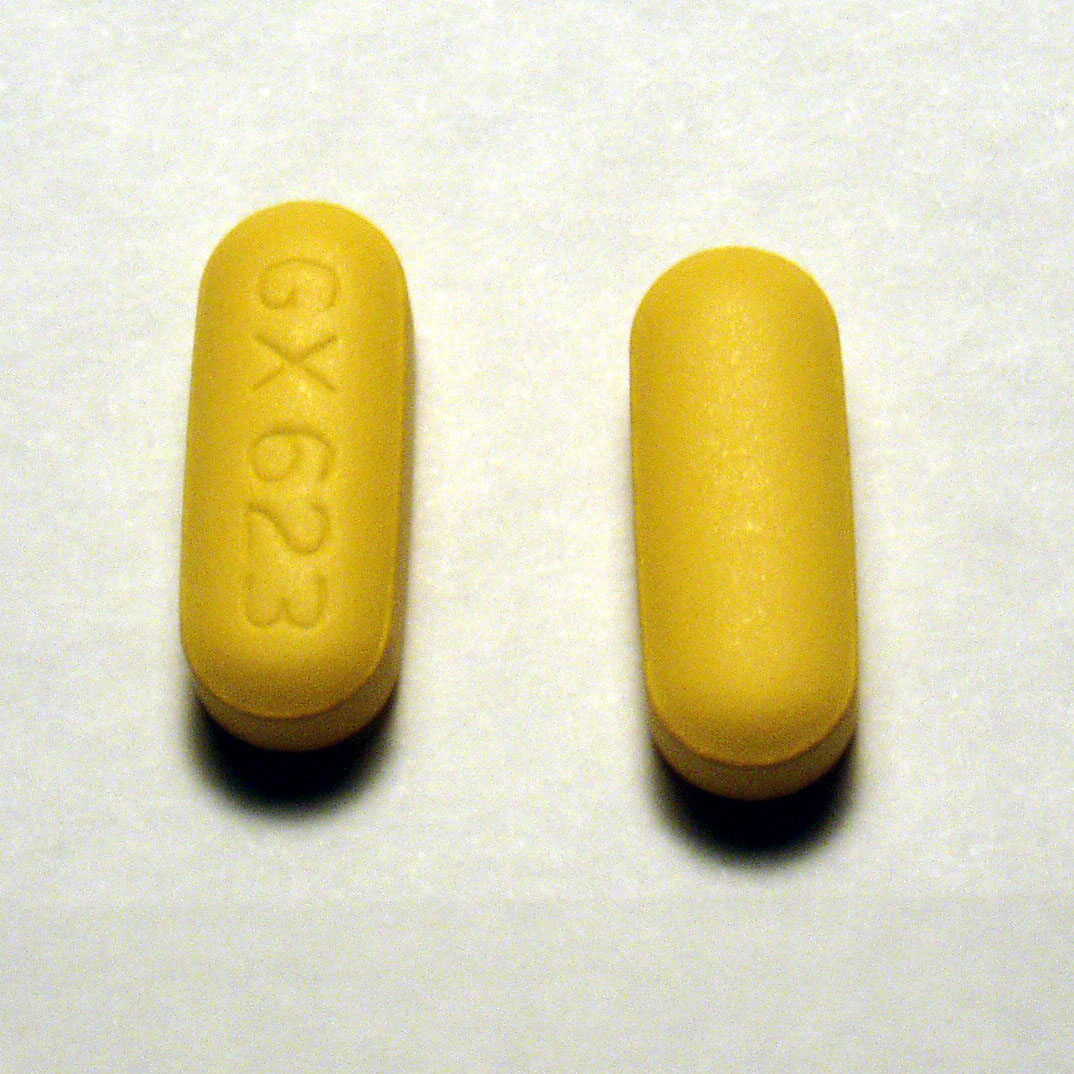
Abacavir (نوع من أنواع المثبطات المستخدمة في علاج مرض الإيدز)؛ وهو مثبط من نوع نوكليوزيد الناسخ العكسي التناظرية المانع

لا يوجد حاليًا لقاح مضاد لفيروس نقص المناعة البشرية أو علاج شافٍ لفيروس نقص المناعة البشرية. وتعتمد وسائل الوقاية المعروفة حتى الآن على تجنب التعرض للإصابة بالفيروس أو - في حالة عدم التمكن من القيام بذلك - العلاج بدواء مضاد للفيروسات الارتدادية مباشرةً بعد التعرض للفيروس بشكل مؤثر وفعال وهذا يعرف باسم الوقائية الذي يعقب التعرض للإصابة بالمرض مباشرةً (PEP). ويستلزم هذا النوع من العلاج تناول جرعات منتظمة لمدة أربعة أسابيع. ولهذا العلاج آثارًا جانبية غير مريحة تشتمل على: الإسهال والتوعك والغثيان إرهاق.

### العلاج المضاد للفيروسات
وقد أثبت هذا العلاج فاعلية كبيرة بالنسبة للعديد من المصابين بعدوى فيروس HIV منذ اكتشافه في عام 1996 عندما توفرت لأول مرة مثبطات بروتياز الإيدز القائمة على استخدام العلاج شديد الفاعلية المضاد للفيروسات الارتدادية.وتتكون الخيارات العلاجية المثلى المتاحة حاليًا والخاصة بهذا النوع من العلاج من تركيبات (أو من «تركيبات مزجية») تتكون على الأقل من ثلاثة أدوية تنتمي لنوعين – أو فئتين – على الأقل من العوامل المضادة للفيروسات الارتدادية. وتتضمن البرامج العلاجية التقليدية اثنين من المثبطات وهي المثبطات المنتسخة العكسية(بالإنجليزية: Reverse-transcriptase inhibitor) الذي يتم استخدامها في البرامج العلاجية التقليدية لمرض الإيدز إلى جانب إما واحد من مثبطات بروتياز أو المثبط مثبطات العكسية الناسخة غير النيوكليوسيد. ونظرًا لأن تطور الإصابة بفيروس HIV أسرع في الأطفال عنه في البالغين، ولا تستطيع الفحوص المعملية التنبؤ بمخاطر الإصابة بالمرض على نحو دقيق - وخاصةً بالنسبة للأطفال الصغار - فإن التوصيات العلاجية تكون أكثر صرامة بالنسبة للأطفال عنها بالنسبة للبالغين. وفي الدول المتقدمة حيث تتوفر العلاجات شديدة الفاعلية المضادة للفيروسات الارتدادية، يقوم الأطباء بقياس معدل الحمل الفيروسي وسرعة تدهور الخلايا الليمفاوية التائية المساعدة CD4 والاستعداد الشخصي للمريض للإصابة بالمرض وذلك عند تحديد متى يمكن بدء العلاج.
تتضمن الأهداف القياسية للعلاج شديد الفاعلية المضاد للفيروسات الارتدادية حدوث تحسن عام في حياة المريض وتقليل مضاعفات المرض التي يتعرض لها وكذلك تقليل معدل وجود فيروس HIV في الدم بحيث يكون أقل من الحد الذي يمكن اكتشافه عنده، ولكن هذا العلاج لا يؤدي إلى شفاء المريض من الفيروس، ولا يمنع - بمجرد أن يتم وقفه – عودة ارتفاع مستويات فيروس HIV في الدم والذي يكون عادةً مقاومًا لهذا النوع من العلاجات. بالإضافة إلى ذلك، سيحتاج المريض لوقت طويل جدًا قد يستغرق عمره كله كي يتخلص تمامًا من فيروس HIV باستخدام هذا النوع من العلاج. وعلى الرغم من ذلك، فقد شهد العديد من المصابين بفيروس HIV تحسنًا ملحوظًا في حالتهم الصحية العامة وظروف حياتهم، مما أدى إلى تراجع انتشار المرض والوفيات الناتجة عنه. وفي غياب استخدام هذا النوع من العلاج، تتطور عدوى HIV إلى الإصابة بمرض الإيدز في فترة تتراوح ما بين تسعة وعشر أعوام في المتوسط، ويكون متوسط الفترة التي يعيشها المريض بعد الإصابة الفعلية بالإيدز 9.2 شهرًا فقط. ويعتقد أن العلاج شديد الفاعلية المضاد للفيروسات الارتدادية يزيد من الفترة الزمنية التي يمكن أن يبقاها المريض على قيد الحياة من أربعة إلى اثني عشر عامًا.
بالنسبة لبعض المرضى والذين قد تبلغ نسبتهم أكثر من إجمالي نصف عدد المرضى المصابين بفيروس HIV، لا يحقق العلاج شديد الفاعلية المضاد للفيروسات الارتدادية النتائج المنتظرة منه وذلك نظرًا للآثار الجانبية له أو لعدم قدرة الجسم على تحمله أو لإتباع علاج سابق غير فعال مضاد للفيروسات الارتدادية أو للعدوى بسلالة من فيروس HIV مقاومة للعلاج. ويعد عدم الالتزام بخطوات العلاج والمواظبة عليه هي أكثر الأسباب التي تؤدي إلى الاستفادة المثلى لبعض المرضى من العلاج شديد الفاعلية المضاد للفيروسات الارتدادية. وتتنوع الأسباب التي تدفع المرضى إلى عدم الالتزام بالعلاج والمواظبة عليه. وتتضمن الجوانب النفسية الاجتماعية المتعلقة بهذا المرض: مسألة عدم التمكن من الحصول على الرعاية الطبية المناسبة وكذلك الدعم الاجتماعي غير الكافي وأيضًا الأمراض النفسية المصاحبة للإصابة بالمرض وسوء استخدام المواد المخدرة للهروب من المشكلة.وقد تكون أيضًا البرامج العلاجية الخاصة بهذا النوع من العلاج معقدة إلى درجة تعوق إتباعها بالشكل الصحيح حيث أنها تتضمن في الغالب تناول عدد كبير من الأقراص بشكل متكرر. ويمكن أن تؤدي الآثار الجانبية لهذا النوع من العلاج إلى عدم مواظبة المرضى على إتباع هذا النوع من العلاج حيث أنها تتضمن الحثل الشحمي وارتفاع الدهون في الدم. والإسهال والمقاومة للأنسولين وزيادة مخاطر التعرض للأمراض التي تصيب الجهاز القلبي الوعائي وحدوث عيوب خلقية. هذا، وتعتبر معظم العقاقير المضادة للفيروسات الارتدادية باهظة الثمن، ولا يستطيع غالبية المصابين بمرض الإيدز في العالم الحصول على الأدوية وطرق العلاج الخاصة بفيروس HIV ومرض الإيدز.

### العلاجات التجريبية وطرق العلاج المقترحة
من المفترض أن اللقاح المضاد لمرض الإيدز هو الشيء الوحيد الذي يمكنه إيقاف هذه الجائحة التي استشرت في العالم لأنه ربما يكون أقل في تكلفته، وبالتالي يكون في متناول مرضى الدول النامية ولن يتطلب تناول جرعات يومية متكررة. وبالرغم من ذلك - وبعد ما يقرب من ثلاثين عامًا من الأبحاث - ظل فيروس HIV-1 هدفًا صعب المنال بالنسبة لكل اللقاحات.
وتعمل الأبحاث الخاصة بتطوير طرق العلاج الحالية على تقليل الآثار الجانبية للأدوية الحالية وتبسيط برامج العلاج الدوائية بشكل أكبر لتحسين مداومة المرضى على استخدامها وتحديد أفضل تسلسل لخطوات هذه البرامج وذلك حتى يتم التمكن من مقاومة المرض. وقد أظهر عدد من الدراسات أن اتخاذ إجراءات لمنع انتشار أنواع العدوى الانتهازية من الممكن أن يكون مفيدًا عند علاج المرضى المصابين بعدوى HIV أو مرض الإيدز. وينصح بتناول التطعيمات الخاصة بفيروس التهاب الكبد الوبائي A وB بالنسبة للمرضى غير المصابين بهذين الفيروسين والمعرضين للإصابة بهما. كذلك، ينصح المرضى الذين يعانون من التثبيط المناعي بشكل كبير بإتباع طرق العلاج الوقائي المضادة لمرض الالتهاب الرئوي بالمتكيسة الجؤجؤية. وقد يستفيد أيضًا الكثير من المرضى من طرق العلاج الوقائي المضادة للإصابة بداء المقوسات أو لمرض التهاب السحايا الذي يسببه فطرالمستخفيات والذي أيضا يسبب مرض داء المستخفيات.
وقد اكتشف الباحثون ابزيما يمكنه تدمير موضع ارتباط الفيروس مع بروتين gp120 الخاص بالخلايا المساعدة CD4. وهذا البروتين هدف سهل لكل الأشكال المختلفة لفيروس HIV حيث أنه يمثل نقطة الارتباط مع الخلايا الليمفاوية البائية وما يليها من الوصول للجهاز المناعي للجسم.
وفي برلين في ألمانيا، تم إجراء عملية معملية لزرع للنخاع العظمي لمريض ظل مصابًا بمرض سرطان الدم يبلغ من العمر 42 عامًا ومصاب بفيروس HIV لأكثر من عقد من الزمن، وقد كان هذا النخاع به خلايا تشتمل على انحراف عن الشكل الطبيعي لبروتين مستقبل سطح الخلايا CCR5. وقد وجد أن هذا الانحراف الجيني (CCR5-∆32) يجعل بعض الخلايا - التي يولد الشخص وهو يحملها داخل جسمه - مقاومة للعدوى ببعض سلالات فيروس HIV. وبعد عامين تقريبًا من عملية الزرع - وحتى بعد توقف المريض عن تناول مضادات الفيروسات الارتدادية - لم يتم العثور مرة أخرى عن فيروس HIV في دمه.

### استخدام الطب البديل في علاج الإيدز
وقد أثبتت الدراسات الحديثة أن الطرق العلاجية باستخدام الطب البديل ليس لها تأثير كبير على انتشار المرض أو الوفيات الناتجة عنه على الرغم من قدرتها على تحسين ظروف حياة المرضى المصابين به. وتعد الفوائد النفسية الناتجة عن استخدام هذه الطرق هي أهم الفوائد التي تعود على المريض من استخدام وسائل الطب البديل. فقد تم استخدام الوخز بالإبر للتخفيف من وطأة بعض الأعراض، ولكن هذه الطريقة لم تصب أي نجاح ولم تستطع أن تداوي مرضى فيروس HIV. وقد أظهرت العديد من التجارب المعملية التي تم إجراؤها على عينات عشوائية لاختبار تأثير العلاجات المستخلصة من الأعشاب إنه لا يوجد دليل على أن هذه الأعشاب تؤثر على تطور المرض؛ بل قد يكون لها آثار جانبية خطيرة.
ولا يتأثر انتشار المرض ومعدل الوفيات بالنسبة للبالغين المصابين بفيروس HIV والذين يحصلون على كميات غذائية مناسبة تتبع نظام غذائي معين بحصولهم على مكملات غذائية مشتملة على فيتامينات متعددة. وتوصي منظمة الصحة العالمية بتناول مقادير من العناصر الغذائية الصغرى في كمية غذائية موصى بها حسب نظام غذائي معين وذلك بالنسبة للبالغين المصابين بفيروس HIV. وهناك بعض الأدلة على أن تناول الأطفال للمكملات الغذائية المحتوية على فيتامين A تقلل من انتشار المرض وتحسن من النمو عند هؤلاء الأطفال. ومن الممكن أن تناول جرعات يومية من السيلينيوم قد تقلل من الحمل الفيروسي لفيروس HIV في الدم وتحسن من حالة التدهور التي تصيب عدد خلايا CD4 المساعدة. ويمكن استخدام السيلينيوم كعلاج مساعد بجانب طرق العلاج القياسية المضادة للفيروسات، ولكنها لا يمكنها في حد ذاتها التقليل من معدل الوفيات أو انتشار المرض المتعلقين بالإصابة بهذا الفيروس.

### التكهن بسير المرض
في المناطق التي تتوفر فيها طرق العلاج شديد الفاعلية المضاد للفيروسات الارتدادية على نطاق واسع كعلاج مؤثر في حال الإصابة بفيروس HIV ومرض الإيدز، تنخفض معدلات الوفيات جراء هذا المرض بنسبة ثمانين بالمائة ويرتفع متوسط العمر المأمول للشخص الذي تم تشخيص إصابته بفيروس HIV حديثًا إلى ما يقرب من عشرين عامًا.
ومع استمرار المحاولات لإنتاج طرق علاج جديدة لمرض الإيدز واستمرار تطور الطرق التي يقاوم بها فيروس HIV العلاج، من المحتمل أن تتغير باستمرار تقديرات الفترة الزمنية التي يكون من المتوقع أن يبقى فيها المريض على قيد الحياة.

## الوقاية من الإصابة
إن طرق الانتقال الثلاثة الرئيسية لفيروس HIV هي الاتصال الجنسي، أو التعرض لأنسجة أو سوائل جسم مصاب، أو من الأم إلى الجنين أو إلى طفلٍ حديث الولادة (النماء السابق للولادة). وقد يوجد فيروس HIV في لعاب ودموع وبول الأشخاص المصابين به، ولكن لا توجد حالات مسجلة للإصابة بالفيروس عن طريق هذه الإفرازات، وتعد مخاطر الإصابة به بهذه الطريقة غير مهمة.

## توصيات لوقاية الأصحاء
أوصت لجنة استشارية من الخبراء الخارجيين إدارة الغذاء والدواء الأمريكية FDA يوم الخميس 10 مايو 2012 بطرح عقار «تروفادا» للاستخدام اليومي، وذلك للحد من الإصابة بفيروس نقص المناعة البشرية المكتسبة لدى الأصحاء.

## الانتشار

خريطة توضح مدى انتشار مرض الايدز

حسب مصادر منظمة الصحة العالمية تقدر بأن نحو 42 مليون شخص في جميع أنحاء العالم يحملون فيروس نقص المناعة المكتسب لدى الإنسان. ويعيش أكثر من ثلثي ذلك العدد في دول جنوب الصحراء الأفريقية. وفي أكثر الدول إصابة فان شخصا من كل ثلاثة أشخاص يحمل الفيروس. ومع ارتفاع معدل الإصابة البالغ 14 ألف شخص يوميا في جميع أنحاء العالم، تتزايد المخاوف من اجتياح فيروس نقص المناعة للقارة الآسيوية أيضا.

## تاريخ مرض الإيدز
إحدى النظريات تقول أن أول تسجيل لظهور مرض الإيدز في الخامس من يونيو في عام 1981 عندما اكتشفت - في الولايات المتحدة الأمريكية - وكالة مراكز مكافحة الأمراض والوقاية منها (CDC) عددًا من حالات الإصابة الالتهاب الرئوي بالمتكيسة الجؤجؤية (والذي لا يزال يصنف كالتهاب متكيسة رئوي، ولكن من المعروف أن المسبب له هو الالتهاب الرئوي بالمتكيسة الجؤجؤية) وذلك في خمسة رجال من المثليين جنسيا في لوس أنجلوس في ولاية كاليفورنيا.
ولكن حديثا تمكن فريق علمي من إثبات، أن الإنسان أصيب لأول مرة بمرض نقص المناعة في عشرينيات القرن الماضي، في المنطقة التي تقع عليها حاليا مدينة كينشاسا، عاصمة جمهورية الكونغو الديمقراطية.
حيث توصل العلماء إلى هذا الاستنتاج بعد إجراء تحليل وراثي لفيروس أخذ من عينات دم في كينشاسا عام 1959. إضافة لذلك تم تأكيد تحور فيروس الشمبانزي الذي عن طريقه أُصيب الإنسان بالايدز.
وأشار العلماء، إلى أن العوامل التي ساعدت في انتشار الفيروس في جمهورية الكونغو الديمقراطية، يمكن أن تكون تجارة الجواري والعبيد وازدياد عدد السكان واستخدام حقن طبية غير معقمة.
كما يعتقد العلماء أن خطوط سكك الحديد في تلك البلاد لعبت دورا في تطور المرض إلى وباء، حيث بلغ عدد مستخدميها في نهاية الأربعينيات من القرن الماضي حوالي مليون نسمة.

## على صعيد المعاش

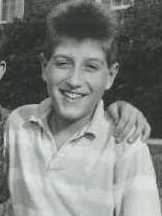
راين وايت الذي تمت طباعة صورته على أحد الملصقات الشهيرة الخاصة بفيروس HIV بعد أن تم طرده من مدرسته بسبب إصابته بعدوى الإيدز.

### الرفض الاجتماعي والثقافي لمرض الإيدز
يوجد رفض اجتماعي وثقافي تام يرتبط بالإصابة بمرض الإيدز في كل أغلب دول العالم وتختلف نسبة النبذ بين مجتمع وأخر، ويتم التعبير عن هذا الرفض بمختلف الطرق حيث يتعرض المصابون بهذا المرض لشتى أشكال النبذ والرفض والتمييز والتجنب من قبل المجتمع؛ ويتمثل ذلك في الفحص الإجباري لاكتشاف تطور فيروس HIV دون الحصول على موافقة مسبقة من الشخص الذي يتم عليه الفحص ودون فرض نوع من الحماية على النتائج لمراعاة السرية، بالإضافة إلى العنف الذي تتم ممارسته ضد الأشخاص المصابين بفيروس HIV أو حتى الأشخاص المشكوك في إصابتهم بالمرض، وآخر هذه الأشكال هو الحجر الصحي الذي يتم تطبيقه على هؤلاء المصابين. وقد أدى العنف المرتبط بالرفض التام لهذا المرض على المستويين الاجتماعي والثقافي وكذلك الخوف من التعرض لممارسات عنيفة في حالة اكتشاف المجتمع إصابة أحد الأشخاص بالمرض إلى إحجام الكثيرين عن إجراء اختبار فيروس HIV أو التقصي عن نتائج هذا الاختبار أو البحث عن العلاج إذا ثبتت الإصابة بالمرض، الأمر الذي من شأنه أن يتحول بهذا المرض من مرض مزمن قابل للسيطرة إلى حكم بالإعدام على المريض، والطامة الكبرى هي النتيجة الأخرى لذلك؛ ألا وهي تزايد انتشار المرض بصورة هائلة.

### الأثر الاقتصادي لمرض الإيدز

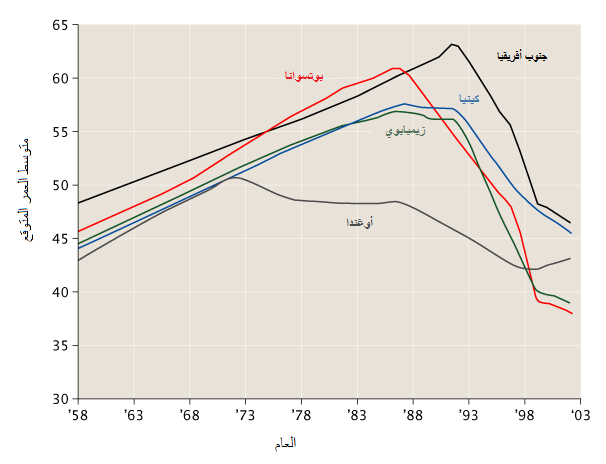
التغيرات في متوسط العمر المأمول في بعض الدول الأفريقية التي اجتاحها الإيدز بضراوة

يتأثر النمو الاقتصادي من جراء تفشي فيروس HIV ومرض الإيدز حيث أن هذا المرض يعمل على تدهور رأس المال البشري. ودون توفر التغذية السليمة والرعاية الصحية اللازمة والطرق العلاجية الفاعلة التي توجد جميعها في الدول المتقدمة، سيكون هناك أعداد كبيرة من البشر الذين يعانون من المرض أو يلقوا حتفهم من جراء التبعات المترتبة على الإصابة بمرض الإيدز. ولن يكون هذا العدد الهائل من البشر عاجزًا فقط عن العمل، بل سيلتزم الأمر رعاية طبية هائلة للعناية به. ويمكن التنبؤ بأن هذا الوضع يمكن أن يؤدي إلى انهيار تام في الأوضاع الاقتصادية ومجتمعات الدول التي يوجد بين سكانها أعداد كبيرة من المصابين بمرض الإيدز. وفي بعض المناطق التي تعاني من تفشي وباء الإيدز فيها بصورة كبيرة، خلف هذا الاجتياح الشرس للمرض أعدادًا هائلة من الأطفال الأيتام الذين لم يجدوا سوى الأجداد كبار السن ليعتنوا بهم.
وستتسبب نسبة الوفيات العالية في تلك المناطق في تضاؤل عدد السكان من أصحاب المهارات المتميزة والقوة العاملة بوجه عام. وستكون الغالبية العظمى من هذا العدد الضئيل من القوة العاملة التي معظمها من صغار السن من ذوي المعرفة القليلة وخبرة العمل الضعيفة؛ الأمر الذي سيؤدي حتمًا إلى إنتاجية أقل. وستتأثر تلك الإنتاجية بالسلب أيضًا من جراء ساعات العمل المستقطعة لرعاية أفراد العائلة المرضى أو للإجازات المرضية التي ستؤدي إلى نفس الانخفاض في الإنتاجية. وستؤدي زيادة أعداد الوفيات إلى إضعاف تلك التقنيات التي يمكن استخدامها لتوليد المزيد من رأس المال البشري والاستثمار في الثروة البشرية عن طريق ضياع الدخل الذي تعتمد عليه الأسرة ووفاة أحد الوالدين أو كليهما الذين تعتمد عليهما الأسرة في دخلها. وعندما يفتك المرض بشكل أساسي بالشباب، فإنه يضعف القوة الدافعة للضرائب ويقلل من الموارد المتاحة لحصول الدولة على ما تحتاجه من مصروفات عامة للإنفاق على التعليم والخدمات الصحية غير المرتبطة بمرض الإيدز؛ الأمر الذي سيشكل المزيد من الضغوط على موارد الدولة المالية ويعمل على إبطاء معدلات النمو الاقتصادي. وسوف تسفر هذه التداعيات عن تباطؤ نمو الوعاء الضريبي، مما سيؤدي إلى تعميق الآثار الاقتصادية السلبية خاصة مع تزايد نفقات كلٍ من علاج المرضى وتدريب عمال جدد (حتى يحلوا محل المصابين)، بالإضافة إلى النفقات الخاصة بإعالة ورعاية الأيتام الذين حرمهم الإيدز ممن يقومون بإعالتهم. وسيتحقق هذا الأمر إلى أقصى الدرجات إذا ألقى الارتفاع الكبير في أعداد الوفيات على عاتق الدولة مهمة تحمل مسؤولية إعالة هؤلاء الأيتام الذين حرمهم المرض من ذويهم.

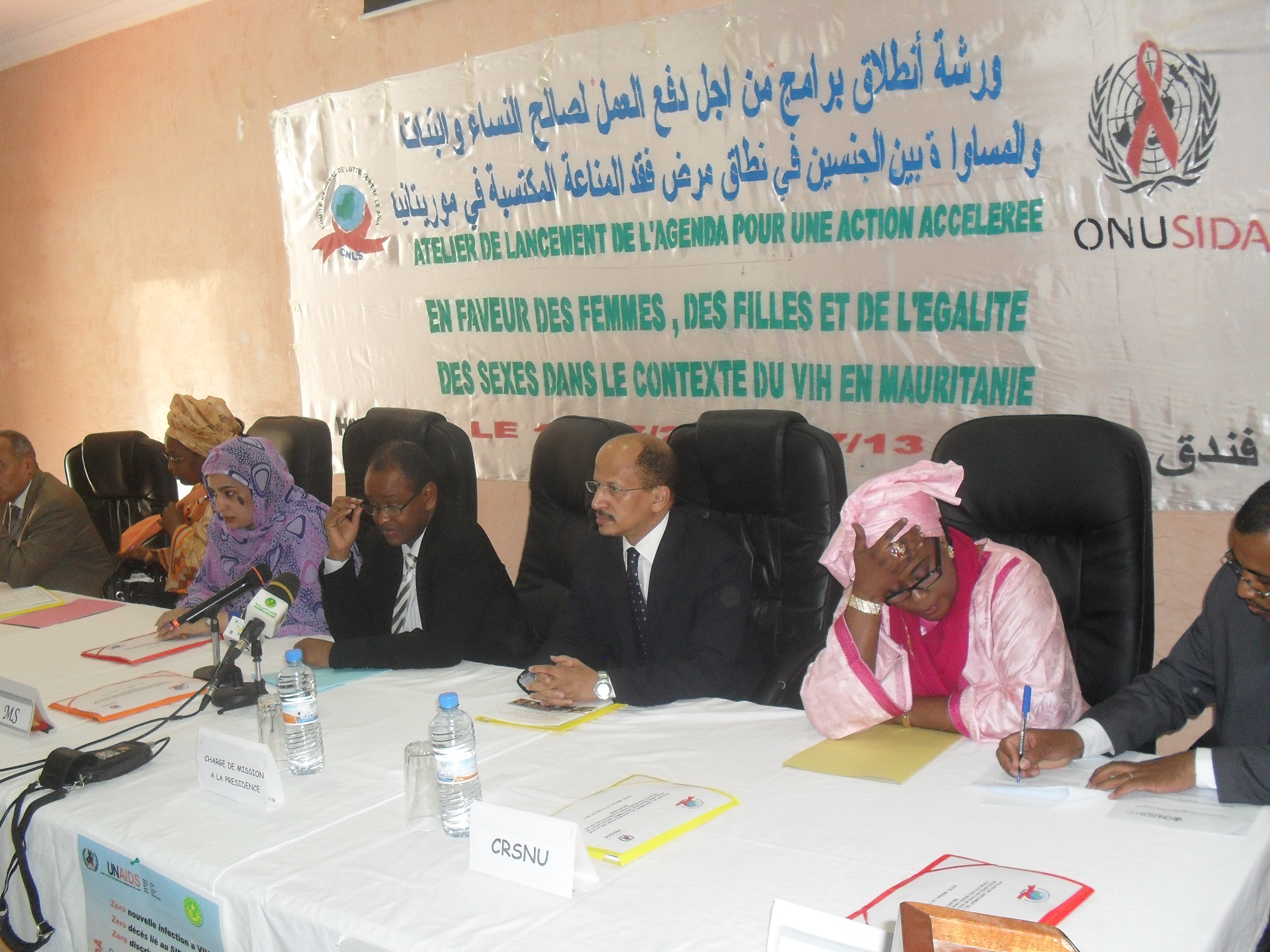
مؤتمر حكومي في موريتانيا لمكافحة فقد المناعة المكتسبة.

وعلى مستوى إعاشة الأسر، يؤثر الإيدز على فقدان الأسرة لمصدر دخلها وكذلك على تزايد الإنفاق المطلوب على الرعاية الصحية وذلك على حساب الجوانب المعيشية الأخرى. ويتأثر دخل الأسرة بهذه الأحوال مما يؤدي إلى انخفاض الدخل وكذلك أن يتم توجيه الدخل المخصص لجوانب مثل التعليم نحو الرعاية الصحية والإنفاق على مراسم دفن من يتوفي بسبب المرض. وقد أظهرت واحدة من الدراسات التي تم إجراؤها في ساحل العاج أن الأسر التي يوجد بين أفرادها من يحمل فيروس HIV أو من هو مصاب بالإيدز تنفق ضعف ما تنفقه على أي بند آخر من بنودها المعيشية على الأدوية والعلاجات الخاصة بالمرض.

### موقف الدين من مرض الإيدز
أصبح موضوع موقف الدين من مرض الإيدز من الموضوعات المثيرة للجدل في أواخر القرن العشرين وأوائل الحادي والعشرين؛ والسبب وراء ذلك هو أن العديد من الزعماء الدينيين المشهورين قد أعلنوا على الملأ معارضتهم لاستخدام وسائل منع الحمل. التي يعتقد العلماء في الوقت الحالي إنها الوسيلة الوحيدة التي يمكن عن طريقها التحكم في تفشي هذا الوباء الخطير. وهناك موضوعات أخرى تتعلق بالمشاركة الدينية في خدمات الرعاية الصحية العالمية والتعاون مع المنظمات غير الدينية مثل: برنامج الأمم المتحدة المشترك لمكافحة الإيدز (UNAIDS) ومنظمة الصحة العالمية WHO.

### إنكار مرض الإيدز
يتساءل عدد قليل من الناشطين في مجال مكافحة الإيدز عن الصلة بين فيروس نقص المناعة ومرض الإيدز،  والوجود الفعلي لفيروس HIV،  أو فاعلية الطرق العلاجية المتاحة حاليًا للمرض (حتى أن البعض يذهب إلى مدى أبعد ليؤكد أن العلاجات نفسها هي التي تتسبب في الوفيات الناتجة عن هذا المرض). وعلى الرغم من ذلك، فقد تم دحض تلك الادعاءات من قبل المجتمع العلمي بعد دراستها بعناية، ويستمر الإعلان عن هذه الأفكار والترويج لها على شبكة الإنترنت  كما أن لها تأثيرًا سياسيًا ملحوظًا. وفي جنوب أفريقيا، أدى اعتناق رئيس جنوب إفريقيا السابق ثابو مبيكي لفكرة إنكار مرض الإيدز إلى حدوث استجابة حكومية غير فاعلة لتفشي وباء الإيدز؛ وهو الموقف الذي تم توجيه اللوم إليه بسببه بعد موت مئات الآلاف من الأشخاص لأسباب مرتبطة بمرض الإيدز.

## السعي للإصابة بعدوى فيروس HIV
من أنواع الثقافة المرفوضة ما يتضمن رغبة الرجال المثليين جنسيًا وسعيهم لانتقال عدوى فيروس HIV عن طريق البحث عن مصابين بفيروس HIV والاتصال الجنسي بهم بكامل إرادتهم دون استخدام أي شكل من أشكال الحماية. وفي اللغة الدارجة، يُطلق على الذين يسعون لنقل الفيروس لأنفسهم اسم (مُلاحِقو المتاعب أو المتلقي (bugchaser) (وتعني السعي لنقل عدوى فيروس HIV إليه) في حين يطلق اسم المانحون (giftgiver) على من ينقلون العدوى إليهم. من الأهمية بمكان التمييز بين هذه الظاهرة وبين الظاهرة المعروفة باسم (Bareback)؛ وهي الظاهرة التي تفسر تفضيل البعض القيام باتصال جنسي دون استخدام وسيلة للحماية على الرغم من عدم رغبتهم في انتقال عدوى فيروس HIV إليهم."
ويظل المدى الذي وصلت إليه هذه الظاهرة غير معروف إلى حد بعيد. ولا يهدف كل من يعلن عن انتمائه لهذه الثقافة المرفوضة إلى نشر فيروس HIV. فطرفا هذه العلاقة - المرفوضة والتي تتصف بنوع من الاختلال النفسي - المتلقون والمانحون يحاولون التواصل مع بعضهم البعض عن طريق شبكة الإنترنت. كما ينظم بعض المتلقين حفلات يطلقون عليها اسم "bug parties" أو "conversion parties" والمشاركة فيها،  وهي حفلات جنسية يتشارك فيها الرجال المصابون بفيروس HIV وآخرون غير مصابين به من خلال ممارسة الجنس دون استخدام وسائل للحماية أملاً في انتقال عدوى الفيروس إليهم ("getting the gift").

## النقل الجنائي للإيدز
وهو التعمّد في نقل العدوى أو انتقالها بسبب تهورٍ من شخص حامل للفيروس ويعلم به إلى شخص سليم أو عن طريق الحقن بالفيروس. ثمّة قوانين في بعض البلدان، بما في ذلك بعض الولايات الأمريكية، تُجرّم نقل فيروس نقص المناعة البشرية، وتسمى هذه العدوى بانتقال فيروس نقص المناعة البشرية الجنائي.